# Eleições autárquicas portuguesas de 1989
As eleições autárquicas portuguesas de 1989 foram realizadas a 17 de dezembro e serviram para eleger os membros dos órgãos do poder local, compostos por 305 presidentes de câmaras municipais, 1 997 vereadores, 6 753 mandatos paras as assembleias municipais e, cerca de 30 000 mandatos para as assembleias de freguesia.
O grande vencedor das eleições foi o Partido Socialista (PS) que conquistou 37 câmaras em relação a 1985, ficando com 116 câmaras municipais e tornando-se o maior partido autárquico.
O Partido Social Democrata (PPD/PSD), por outro lado, foi o grande derrotado perdendo 36 câmaras, ficando-se apenas com 113.
A CDU – Coligação Democrática Unitária (PCP/PEV), formada pelo Partido Comunista Português (PCP) e o Partido Ecologista "Os Verdes" (PEV), e sucessora da Aliança Povo Unido (APU), caiu cerca de 6% em votos mas, apesar dessa queda de votos, conquistou mais três câmaras, ficando com cinquenta presidências de câmara.
O Partido do Centro Democrático Social (CDS) também teve um mau resultado, perdendo sete câmaras e ficando-se por vinte autarquias.
Por fim, de destacar a vitória da aliança entre o PS, o PCP, o PEV e o Movimento Democrático Português (MDP/CDE) em Lisboa.

## Mapa

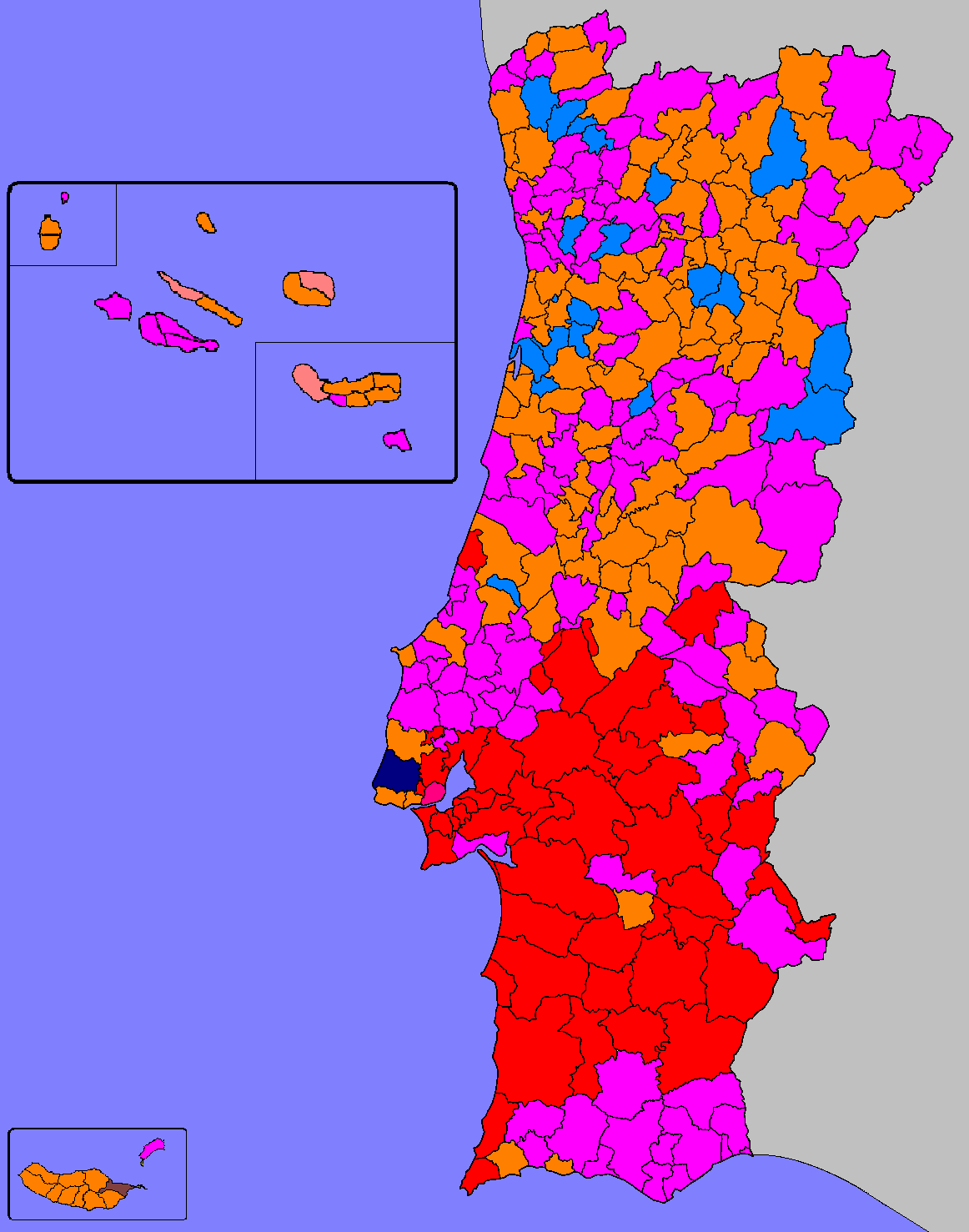
Partido mais votado por concelho (câmara municipal). Legenda: Rosa – PS; Laranja – PPD/PSD; Vermelho – PCP/PEV; Azul claro – CDS; Carmesim – PS–CDS; Azul escuro: PPD/PSD–CDS–PPM; Vermelho rosado – PS–PCP–MDP/CDE–PEV; Castanho – UDP.

## Partidos e coligações candidatas

### Partidos
| Sigla | Sigla     | Partido/Coligação permanente                    |
| ----- | --------- | ----------------------------------------------- |
|       | CDS       | Partido do Centro Democrático Social            |
|       | FER       | Frente de Esquerda Revolucionária               |
|       | MDP/CDE   | Movimento Democrático Português                 |
|       | PCP/PEV   | CDU – Coligação Democrática Unitária            |
|       | PCTP/MRPP | Partido Comunista dos Trabalhadores Portugueses |
|       | PDA       | Partido Democrático do Atlântico                |
|       | PDC       | Partido da Democracia Cristã                    |
|       | PPD/PSD   | Partido Social Democrata                        |
|       | PPM       | Partido Popular Monárquico                      |
|       | PS        | Partido Socialista                              |
|       | PRD       | Partido Renovador Democrático                   |
|       | UDP       | União Democrática Popular                       |

### Coligações
| Sigla | Sigla              | Coligação ad hoc |
| ----- | ------------------ | --- |
|       | MDP/CDE–PRD        | Coligação Movimento Democrático Português–Partido Renovador Democrático.                                                 |
|       | CDS/PS             | Coligação Partido do Centro Democrático Social–Partido Socialista                                                        |
|       | PCP–PEV–PRD        | Coligação Partido Comunista Português–Partido Ecologista "Os Verdes"–Partido Renovador Democrático                       |
|       | PPD/PSD–CDS        | Coligação Partido Social Democrata–Partido do Centro Democrático Social.                                                 |
|       | PPD/PSD–CDS–PPM    | Coligação Partido Social Democrata–Partido do Centro Democrático Social–Partido Popular Monárquico.                      |
|       | PRD–MDP/CDE        | Coligação Partido Renovador Democrático–Movimento Democrático Português.                                                 |
|       | PS/CDS             | Coligação Partido Socialista–Partido do Centro Democrático Social                                                        |
|       | PS–PCP–MDP/CDE–PEV | Coligação Partido Socialista–Partido Comunista Português–Movimento Democrático Português–Partido Ecologista "Os Verdes". |

## Resultados oficiais

### Câmaras e vereadores municipais
| Partido                 | Partido | Votos       | %               | +/-         | Presidentes de CM | +/-         | Vereadores    | +/-         |
| ----------------------- | --- | ----------- | --------------- | ----------- | ----------------- | ----------- | ------------- | ----------- |
|                         | Partido Socialista | 1 598 571   | 32,32 / 100,00  | 4,91        | 116 / 305         | 37          | 728 / 1 997   | 154         |
|                         | Partido Social Democrata | 1 552 846   | 31,39 / 100,00  | 2,60        | 113 / 305         | 36          | 780 / 1 997   | 39          |
|                         | CDU – Coligação Democrática Unitária | 633 682     | 12,81 / 100,00  | 6,61        | 50 / 305          | 3           | 253 / 1 997   | 50          |
|                         | Partido do Centro Democrático Social | 451 163     | 9,12 / 100,00   | 0,60        | 20 / 305          | 7           | 179 / 1 997   | 43          |
|                         | Coligações Partido Social Democrata–Partido do Centro Democrático Social–Partido Popular Monárquico e Partido Social Democrata–Partido do Centro Democrático Social | 192 968     | 3,90 / 100,00   | Novo        | 1 / 305           | Novo        | 13 / 1 997    | Novo        |
|                         | Coligação Partido Socialista–Partido Comunista Português–Movimento Democrático Português–Partido Ecologista "Os Verdes"                                             | 180 635     | 3,65 / 100,00   | Novo        | 1 / 305           | Novo        | 9 / 1 997     | Novo        |
|                         | Partido Renovador Democrático | 38 452      | 0,78 / 100,00   | 3,96        | 0 / 305           | 3           | 4 / 1 997     | 45          |
|                         | Coligação Partido Socialista–Partido do Centro Democrático Social                                                                                                   | 35 846      | 0,73 / 100,00   | Novo        | 3 / 305           | Novo        | 16 / 1 997    | Novo        |
|                         | Coligação Partido Comunista Português–Partido Ecologista "Os Verdes"–Partido Renovador Democrático                                                                  | 22 972      | 0,46 / 100,00   | Novo        | 0 / 305           | Novo        | 5 / 1 997     | Novo        |
|                         | Partido Comunista dos Trabalhadores Portugueses | 21 979      | 0,44 / 100,00   | 0,21        | 0 / 305           | Estável     | 0 / 1 997     | Estável     |
|                         | União Democrática Popular | 16 093      | 0,33 / 100,00   | 0,26        | 1 / 305           | 1           | 4 / 1 997     | 1           |
|                         | Movimento Democrático Português | 11 354      | 0,23 / 100,00   | Novo        | 0 / 305           | Novo        | 1 / 1 997     | Novo        |
|                         | Partido da Democracia Cristã | 5 662       | 0,11 / 100,00   | 0,05        | 0 / 305           | Estável     | 1 / 1 997     | 1           |
|                         | Coligação Movimento Democrático Português–Partido Renovador Democrático                                                                                             | 4 295       | 0,09 / 100,00   | Novo        | 0 / 305           | Novo        | 3 / 1 997     | Novo        |
|                         | Partido Popular Monárquico | 2 765       | 0,06 / 100,00   | 0,43        | 0 / 305           | Estável     | 1 / 1 997     | 2           |
|                         | Frente de Esquerda Revolucionária | 2 390       | 0,05 / 100,00   | Novo        | 0 / 305           | Novo        | 0 / 1 997     | Novo        |
|                         | Partido Democrático do Atlântico | 348         | 0,01 / 100,00   | Novo        | 0 / 305           | Novo        | 0 / 1 997     | Novo        |
| Votos inválidos         | Votos inválidos | 174 175     | 3,52 / 100,00   | 0,32        |                   |             |               |             |
| Total                   | Total | 4 946 196   | 100,00 / 100,00 |             | 305 / 305         |             | 1 997 / 1 997 | 22          |
| Eleitorado/Participação | Eleitorado/Participação | 8 121 045   | 60,91 / 100,00  | 2,99        |                   |             |               |             |
| Fonte                   | Fonte | [ 1 ] [ 2 ] | [ 1 ] [ 2 ]     | [ 1 ] [ 2 ] | [ 1 ] [ 2 ]       | [ 1 ] [ 2 ] | [ 1 ] [ 2 ]   | [ 1 ] [ 2 ] |

### Assembleias municipais
| Partido                 | Partido | Votos       | %               | +/-         | Mandatos      | +/-         |
| ----------------------- | --- | ----------- | --------------- | ----------- | ------------- | ----------- |
|                         | Partido Socialista | 1 574 632   | 33,17 / 100,00  | 8,09        | 2 429 / 6 753 | 633         |
|                         | Partido Social Democrata | 1 544 877   | 32,55 / 100,00  | 2,00        | 2 573 / 6 753 | 64          |
|                         | CDU – Coligação Democrática Unitária | 657 499     | 13,85 / 100,00  | 7,09        | 849 / 6 753   | 207         |
|                         | Partido do Centro Democrático Social | 443 731     | 9,35 / 100,00   | 7,38        | 712 / 6 753   | 303         |
|                         | Coligações Partido Social Democrata–Partido do Centro Democrático Social–Partido Popular Monárquico e Partido Social Democrata–Partido do Centro Democrático Social | 195 249     | 4,11 / 100,00   | Novo        | 41 / 6 753    | Novo        |
|                         | Coligação Partido Socialista–Partido Comunista Português–Movimento Democrático Português–Partido Ecologista "Os Verdes"                                             | 182 237     | 3,84 / 100,00   | Novo        | 28 / 6 753    | Novo        |
|                         | Partido Renovador Democrático | 41 085      | 0,87 / 100,00   | 4,53        | 26 / 6 753    | 247         |
|                         | Coligação Partido Socialista–Partido do Centro Democrático Social                                                                                                   | 35 025      | 0,72 / 100,00   | Novo        | 45 / 6 753    | Novo        |
|                         | Coligação Partido Comunista Português–Partido Ecologista "Os Verdes"–Partido Renovador Democrático                                                                  | 23 456      | 0,49 / 100,00   | Novo        | 18 / 6 753    | Novo        |
|                         | União Democrática Popular | 17 706      | 0,37 / 100,00   | 0,33        | 14 / 6 753    | Estável     |
|                         | Partido Comunista dos Trabalhadores Portugueses | 11 029      | 0,23 / 100,00   | 0,09        | 0 / 6 753     | Estável     |
|                         | Movimento Democrático Português | 9 239       | 0,19 / 100,00   | Novo        | 6 / 6 753     | Novo        |
|                         | Partido da Democracia Cristã | 4 250       | 0,09 / 100,00   | Estável     | 3 / 6 753     | 1           |
|                         | Coligação Movimento Democrático Português–Partido Renovador Democrático                                                                                             | 3 267       | 0,07 / 100,00   | Novo        | 6 / 6 753     | Novo        |
|                         | Partido Popular Monárquico | 1 859       | 0,04 / 100,00   | 0,31        | 2 / 6 753     | 5           |
|                         | Partido Democrático do Atlântico | 505         | 0,01 / 100,00   | Novo        | 1 / 6 753     | Novo        |
| Votos inválidos         | Votos inválidos | 185 671     | 3,78 / 100,00   | 0,41        |               |             |
| Total                   | Total | 4 908 139   | 100,00 / 100,00 |             | 6 753 / 6 753 | 81          |
| Eleitorado/Participação | Eleitorado/Participação | 8 211 821   | 59,77 / 100,00  | 3,39        |               |             |
| Fonte                   | Fonte | [ 3 ] [ 4 ] | [ 3 ] [ 4 ]     | [ 3 ] [ 4 ] | [ 3 ] [ 4 ]   | [ 3 ] [ 4 ] |

### Assembleias de freguesia
| Partido                 | Partido | Votos     | %               | +/-     | Mandatos        | +/-     |
| ----------------------- | --- | --------- | --------------- | ------- | --------------- | ------- |
|                         | Partido Social Democrata | 1 556 509 | 32,87 / 100,00  | 0,02    | 13 237 / 33 000 | 119     |
|                         | Partido Socialista | 1 522 653 | 32,16 / 100,00  | 5,14    | 11 188 / 33 000 | 2 149   |
|                         | CDU – Coligação Democrática Unitária | 668 608   | 14,13 / 100,00  | 6,47    | 2 925 / 33 000  | 751     |
|                         | Partido do Centro Democrático Social | 397 164   | 8,39 / 100,00   | 2,13    | 3 444 / 33 000  | 1 087   |
|                         | Coligações Partido Social Democrata–Partido do Centro Democrático Social–Partido Popular Monárquico e Partido Social Democrata–Partido do Centro Democrático Social | 189 335   | 4,00 / 100,00   | Novo    | 403 / 33 000    | Novo    |
|                         | Coligação Partido Socialista–Partido Comunista Português–Movimento Democrático Português–Partido Ecologista "Os Verdes"                                             | 183 404   | 3,87 / 100,00   | Novo    | 392 / 33 000    | Novo    |
|                         | Grupos de cidadãos eleitores | 91 533    | 1,93 / 100,00   | 0,53    | 1 009 / 33 000  | 212     |
|                         | Coligação Partido Socialista–Partido do Centro Democrático Social                                                                                                   | 32 109    | 0,68 / 100,00   | Novo    | 181 / 33 000    | Novo    |
|                         | Partido Renovador Democrático | 29 684    | 0,63 / 100,00   | 2,78    | 58 / 33 000     | 668     |
|                         | União Democrática Popular | 24 324    | 0,51 / 100,00   | 0,08    | 30 / 33 000     | 4       |
|                         | Coligação Partido Comunista Português–Partido Ecologista "Os Verdes"–Partido Renovador Democrático                                                                  | 22 713    | 0,48 / 100,00   | Novo    | 95 / 33 000     | Novo    |
|                         | Movimento Democrático Português | 7 610     | 0,16 / 100,00   | Novo    | 13 / 33 000     | Novo    |
|                         | Partido Comunista dos Trabalhadores Portugueses | 4 576     | 0,10 / 100,00   | 0,01    | 0 / 33 000      | Estável |
|                         | Partido Popular Monárquico | 1 247     | 0,03 / 100,00   | 0,02    | 9 / 33 000      | 15      |
|                         | Coligação Movimento Democrático Português–Partido Renovador Democrático                                                                                             | 1 165     | 0,02 / 100,00   | Novo    | 6 / 33 000      | Novo    |
|                         | Partido Democrático do Atlântico | 1 162     | 0,02 / 100,00   | Novo    | 3 / 33 000      | Novo    |
|                         | Partido da Democracia Cristã | 1 068     | 0,02 / 100,00   | Estável | 7 / 33 000      | 3       |
| Votos inválidos         | Votos inválidos | 176 440   | 3,60 / 100,00   | 0,16    |                 |         |
| Total                   | Total | 4 907 994 | 100,00 / 100,00 |         | 33 000 / 33 000 | 1 059   |
| Eleitorado/Participação | Eleitorado/Participação | 8 882 933 | 55,25 / 100,00  | 8,27    |                 |         |
| Fonte                   | Fonte | [ 5 ]     | [ 5 ]           | [ 5 ]   | [ 5 ]           | [ 5 ]   |

## Resultados por distrito ou região autónoma (câmaras municipais)

### Região Autónoma dos Açores
| Partido                 | Partido                                                           | Votos   | %               | +/-  | Presidentes | +/-     | Vereadores | +/-     |
| ----------------------- | ----------------------------------------------------------------- | ------- | --------------- | ---- | ----------- | ------- | ---------- | ------- |
|                         | Partido Social Democrata                                          | 48 076  | 49,20 / 100,00  | 5,54 | 9 / 19      | 8       | 55 / 105   | 13      |
|                         | Partido Socialista                                                | 25 494  | 26,09 / 100,00  | 1,17 | 7 / 19      | 5       | 39 / 105   | 7       |
|                         | Coligação Partido Socialista–Partido do Centro Democrático Social | 15 826  | 16,20 / 100,00  | Novo | 3 / 19      | Novo    | 11 / 105   | Novo    |
|                         | CDU – Coligação Democrática Unitária                              | 2 562   | 2,62 / 100,00   | 0,97 | 0 / 19      | Estável | 0 / 105    | Estável |
|                         | Partido do Centro Democrático Social                              | 2 528   | 2,59 / 100,00   | 2,91 | 0 / 19      | Estável | 3 / 105    | 1       |
|                         | Partido Democrático do Atlântico                                  | 348     | 0,36 / 100,00   | Novo | 0 / 19      | Novo    | 0 / 105    | Novo    |
|                         | União Democrática Popular                                         | 296     | 0,30 / 100,00   | 0,27 | 0 / 19      | Estável | 0 / 105    | Estável |
| Votos inválidos         | Votos inválidos                                                   | 2 577   | 2,64 / 100,00   | 0,83 |             |         |            |         |
| Total                   | Total                                                             | 97 707  | 100,00 / 100,00 |      | 19 / 19     |         | 105 / 105  |         |
| Eleitorado/Participação | Eleitorado/Participação                                           | 183 684 | 53,19 / 100,00  | 0,47 |             |         |            |         |

### Distrito de Aveiro
| Partido                 | Partido                                                                 | Votos   | %               | +/-  | Presidentes | +/-     | Vereadores | +/-     |
| ----------------------- | ----------------------------------------------------------------------- | ------- | --------------- | ---- | ----------- | ------- | ---------- | ------- |
|                         | Partido Social Democrata                                                | 129 046 | 39,15 / 100,00  | 1,48 | 10 / 19     | 4       | 59 / 135   | 6       |
|                         | Partido Socialista                                                      | 93 675  | 28,42 / 100,00  | 9,39 | 3 / 19      | 2       | 37 / 135   | 14      |
|                         | Partido do Centro Democrático Social                                    | 75 964  | 23,04 / 100,00  | 3,15 | 6 / 19      | 2       | 36 / 135   | 4       |
|                         | CDU – Coligação Democrática Unitária                                    | 13 080  | 3,97 / 100,00   | 3,06 | 0 / 19      | Estável | 1 / 135    | 1       |
|                         | Partido da Democracia Cristã                                            | 3 683   | 1,12 / 100,00   | 0,56 | 0 / 19      | Estável | 0 / 135    | 1       |
|                         | Coligação Movimento Democrático Português–Partido Renovador Democrático | 3 170   | 0,96 / 100,00   | Novo | 0 / 19      | Novo    | 2 / 135    | Novo    |
|                         | União Democrática Popular                                               | 501     | 0,15 / 100,00   | 0,09 | 0 / 19      | Estável | 0 / 135    | Estável |
| Votos inválidos         | Votos inválidos                                                         | 10 536  | 3,20 / 100,00   | 0,22 |             |         |            |         |
| Total                   | Total                                                                   | 329 655 | 100,00 / 100,00 |      | 19 / 19     |         | 135 / 135  | 2       |
| Eleitorado/Participação | Eleitorado/Participação                                                 | 509 152 | 64,75 / 100,00  | 0,92 |             |         |            |         |

### Distrito de Beja
| Partido                 | Partido                              | Votos   | %               | +/-  | Presidentes | +/-     | Vereadores | +/-     |
| ----------------------- | ------------------------------------ | ------- | --------------- | ---- | ----------- | ------- | ---------- | ------- |
|                         | CDU – Coligação Democrática Unitária | 42 925  | 46,70 / 100,00  | 7,64 | 11 / 14     | Estável | 45 / 80    | 5       |
|                         | Partido Socialista                   | 31 874  | 34,68 / 100,00  | 7,42 | 2 / 14      | 1       | 29 / 80    | 8       |
|                         | Partido Social Democrata             | 11 114  | 12,09 / 100,00  | 1,37 | 1 / 14      | 1       | 6 / 80     | 2       |
|                         | Partido do Centro Democrático Social | 1 225   | 1,33 / 100,00   | -    | 0 / 14      | -       | 0 / 80     | -       |
|                         | União Democrática Popular            | 357     | 0,39 / 100,00   | 0,75 | 0 / 14      | Estável | 0 / 80     | Estável |
| Votos inválidos         | Votos inválidos                      | 4 427   | 4,82 / 100,00   | 0,88 |             |         |            |         |
| Total                   | Total                                | 91 922  | 100,00 / 100,00 |      | 14 / 14     |         | 80 / 80    |         |
| Eleitorado/Participação | Eleitorado/Participação              | 152 925 | 60,11 / 100,00  | 4,73 |             |         |            |         |

### Distrito de Braga
| Partido                 | Partido                              | Votos   | %               | +/-  | Presidentes | +/-     | Vereadores | +/-     |
| ----------------------- | ------------------------------------ | ------- | --------------- | ---- | ----------- | ------- | ---------- | ------- |
|                         | Partido Socialista                   | 176 926 | 43,74 / 100,00  | 7,81 | 5 / 13      | 1       | 42 / 101   | 8       |
|                         | Partido Social Democrata             | 140 845 | 34,82 / 100,00  | 2,39 | 5 / 13      | Estável | 41 / 101   | 1       |
|                         | Partido do Centro Democrático Social | 53 590  | 13,25 / 100,00  | 1,43 | 3 / 13      | 1       | 17 / 101   | 4       |
|                         | CDU – Coligação Democrática Unitária | 19 069  | 4,71 / 100,00   | 1,34 | 0 / 13      | Estável | 1 / 101    | 1       |
|                         | Partido Renovador Democrático        | 2 183   | 0,54 / 100,00   | 2,39 | 0 / 13      | Estável | 0 / 101    | Estável |
|                         | União Democrática Popular            | 1 001   | 0,25 / 100,00   | 0,11 | 0 / 13      | Estável | 0 / 101    | Estável |
| Votos inválidos         | Votos inválidos                      | 10 919  | 2,70 / 100,00   | 0,11 |             |         |            |         |
| Total                   | Total                                | 404 533 | 100,00 / 100,00 |      | 13 / 13     |         | 101 / 101  | 2       |
| Eleitorado/Participação | Eleitorado/Participação              | 560 285 | 72,20 / 100,00  | 2,39 |             |         |            |         |

### Distrito de Bragança
| Partido                 | Partido                              | Votos   | %               | +/-   | Presidentes | +/-     | Vereadores | +/-     |
| ----------------------- | ------------------------------------ | ------- | --------------- | ----- | ----------- | ------- | ---------- | ------- |
|                         | Partido Social Democrata             | 36 932  | 38,27 / 100,00  | 2,88  | 5 / 12      | 2       | 30 / 72    | Estável |
|                         | Partido Socialista                   | 35 007  | 36,28 / 100,00  | 12,69 | 6 / 12      | 4       | 31 / 72    | 11      |
|                         | Partido do Centro Democrático Social | 18 151  | 18,81 / 100,00  | 10,57 | 1 / 12      | 2       | 11 / 72    | 10      |
|                         | CDU – Coligação Democrática Unitária | 2 216   | 2,30 / 100,00   | 2,26  | 0 / 12      | Estável | 0 / 72     | Estável |
|                         | Partido Renovador Democrático        | 178     | 0,18 / 100,00   | 2,70  | 0 / 12      | Estável | 0 / 72     | 1       |
| Votos inválidos         | Votos inválidos                      | 4 016   | 4,16 / 100,00   | 0,04  |             |         |            |         |
| Total                   | Total                                | 96 500  | 100,00 / 100,00 |       | 12 / 12     |         | 72 / 72    |         |
| Eleitorado/Participação | Eleitorado/Participação              | 147 095 | 65,60 / 100,00  | 3,48  |             |         |            |         |

### Distrito de Castelo Branco
| Partido                 | Partido                                                                                            | Votos   | %               | +/-   | Presidentes | +/-     | Vereadores | +/-  |
| ----------------------- | -------------------------------------------------------------------------------------------------- | ------- | --------------- | ----- | ----------- | ------- | ---------- | ---- |
|                         | Partido Social Democrata                                                                           | 49 626  | 39,32 / 100,00  | 5,92  | 6 / 11      | Estável | 30 / 65    | 6    |
|                         | Partido Socialista                                                                                 | 47 833  | 37,98 / 100,00  | 14,96 | 5 / 11      | 2       | 27 / 65    | 8    |
|                         | Coligação Partido Comunista Português–Partido Ecologista "Os Verdes"–Partido Renovador Democrático | 9 029   | 7,15 / 100,00   | Novo  | 0 / 11      | Novo    | 2 / 65     | Novo |
|                         | Partido do Centro Democrático Social                                                               | 7 812   | 6,19 / 100,00   | 2,06  | 0 / 11      | 1       | 5 / 65     | 1    |
|                         | CDU – Coligação Democrática Unitária                                                               | 3 792   | 3,00 / 100,00   | 7,61  | 0 / 11      | Estável | 0 / 65     | 2    |
|                         | Partido Renovador Democrático                                                                      | 1 111   | 0,88 / 100,00   | 10,79 | 0 / 11      | 1       | 0 / 65     | 4    |
|                         | Coligação Partido Renovador Democrático–Movimento Democrático Português                            | 710     | 0,56 / 100,00   | Novo  | 0 / 11      | Novo    | 1 / 65     | Novo |
| Votos inválidos         | Votos inválidos                                                                                    | 6 194   | 4,91 / 100,00   | 0,71  |             |         |            |      |
| Total                   | Total                                                                                              | 126 207 | 100,00 / 100,00 |       | 11 / 11     |         | 65 / 65    |      |
| Eleitorado/Participação | Eleitorado/Participação                                                                            | 197 161 | 64,01 / 100,00  | 0,32  |             |         |            |      |

### Distrito de Coimbra
| Partido                 | Partido                                         | Votos   | %               | +/-  | Presidentes | +/-     | Vereadores | +/-     |
| ----------------------- | ----------------------------------------------- | ------- | --------------- | ---- | ----------- | ------- | ---------- | ------- |
|                         | Partido Socialista                              | 99 324  | 44,08 / 100,00  | 8,81 | 9 / 17      | 3       | 57 / 115   | 13      |
|                         | Partido Social Democrata                        | 82 324  | 36,53 / 100,00  | 2,82 | 8 / 17      | 3       | 52 / 115   | 5       |
|                         | CDU – Coligação Democrática Unitária            | 17 696  | 7,85 / 100,00   | 2,20 | 0 / 17      | Estável | 2 / 115    | 2       |
|                         | Partido do Centro Democrático Social            | 14 717  | 6,53 / 100,00   | 1,39 | 0 / 17      | Estável | 4 / 115    | Estável |
|                         | Partido Comunista dos Trabalhadores Portugueses | 1 531   | 0,68 / 100,00   | 0,44 | 0 / 17      | Estável | 0 / 115    | Estável |
|                         | Partido Renovador Democrático                   | 256     | 0,11 / 100,00   | 5,79 | 0 / 17      | Estável | 0 / 115    | 3       |
| Votos inválidos         | Votos inválidos                                 | 9 494   | 4,21 / 100,00   | 0,16 |             |         |            |         |
| Total                   | Total                                           | 225 342 | 100,00 / 100,00 |      | 17 / 17     |         | 115 / 115  | 3       |
| Eleitorado/Participação | Eleitorado/Participação                         | 363 649 | 61,97 / 100,00  | 2,66 |             |         |            |         |

### Distrito de Évora
| Partido                 | Partido                              | Votos   | %               | +/-  | Presidentes | +/-     | Vereadores | +/- |
| ----------------------- | ------------------------------------ | ------- | --------------- | ---- | ----------- | ------- | ---------- | --- |
|                         | CDU – Coligação Democrática Unitária | 45 759  | 47,74 / 100,00  | 7,23 | 10 / 14     | Estável | 40 / 76    | 6   |
|                         | Partido Socialista                   | 24 496  | 25,56 / 100,00  | 6,65 | 4 / 14      | 1       | 21 / 76    | 5   |
|                         | Partido Social Democrata             | 21 943  | 22,89 / 100,00  | 4,27 | 0 / 14      | 1       | 15 / 76    | 1   |
| Votos inválidos         | Votos inválidos                      | 3 649   | 3,81 / 100,00   | 0,15 |             |         |            |     |
| Total                   | Total                                | 95 847  | 100,00 / 100,00 |      | 14 / 14     |         | 76 / 76    |     |
| Eleitorado/Participação | Eleitorado/Participação              | 148 574 | 64,51 / 100,00  | 6,37 |             |         |            |     |

### Distrito de Faro
| Partido                 | Partido                              | Votos   | %               | +/-  | Presidentes | +/-     | Vereadores      | +/-     |
| ----------------------- | ------------------------------------ | ------- | --------------- | ---- | ----------- | ------- | --------------- | ------- |
|                         | Partido Socialista                   | 72 787  | 42,82 / 100,00  | 6,75 | 12 / 16     | 2       | 50 / 100        | 5       |
|                         | Partido Social Democrata             | 58 814  | 34,60 / 100,00  | 1,48 | 2 / 16      | 2       | 36 / 100        | 2       |
|                         | CDU – Coligação Democrática Unitária | 24 920  | 14,66 / 100,00  | 4,08 | 2 / 16      | Estável | 13 / 100        | 4       |
|                         | Partido do Centro Democrático Social | 6 050   | 3,56 / 100,00   | 2,52 | 0 / 16      | Estável | 1 / 100         | 1       |
|                         | Partido Renovador Democrático        | 526     | 0,31 / 100,00   | 7,17 | 0 / 16      | Estável | 0 / 100         | 4       |
|                         | União Democrática Popular            | 442     | 0,26 / 100,00   | 0,13 | 0 / 16      | Estável | 0 / 100         | Estável |
|                         | Partido Popular Monárquico           | 39      | 0,02 / 100,00   | -    | 0 / 16      | -       | 0 / 100         | -       |
| Votos inválidos         | Votos inválidos                      | 6 396   | 3,76 / 100,00   | 0,61 |             |         |                 |         |
| Total                   | Total                                | 169 974 | 100,00 / 100,00 |      | 16 / 16     |         | 100,00 / 100,00 |         |
| Eleitorado/Participação | Eleitorado/Participação              | 285 626 | 59,51 / 100,00  | 3,04 |             |         |                 |         |

### Distrito da Guarda
| Partido                 | Partido                              | Votos   | %               | +/-  | Presidentes | +/-     | Vereadores | +/-     |
| ----------------------- | ------------------------------------ | ------- | --------------- | ---- | ----------- | ------- | ---------- | ------- |
|                         | Partido Social Democrata             | 46 947  | 39,86 / 100,00  | 2,90 | 8 / 14      | Estável | 39 / 82    | 1       |
|                         | Partido Socialista                   | 41 076  | 34,88 / 100,00  | 4,04 | 4 / 14      | Estável | 30 / 82    | 10      |
|                         | Partido do Centro Democrático Social | 20 648  | 17,53 / 100,00  | 0,92 | 2 / 14      | Estável | 13 / 82    | 7       |
|                         | CDU – Coligação Democrática Unitária | 3 473   | 2,95 / 100,00   | 1,30 | 0 / 14      | Estável | 0 / 82     | Estável |
|                         | Partido Renovador Democrático        | 551     | 0,47 / 100,00   | 4,65 | 0 / 14      | Estável | 0 / 82     | 2       |
|                         | Partido da Democracia Cristã         | 174     | 0,15 / 100,00   | -    | 0 / 14      | -       | 0 / 82     | -       |
| Votos inválidos         | Votos inválidos                      | 4 900   | 4,16 / 100,00   | 0,13 |             |         |            |         |
| Total                   | Total                                | 117 769 | 100,00 / 100,00 |      | 14 / 14     |         | 82 / 82    |         |
| Eleitorado/Participação | Eleitorado/Participação              | 172 671 | 68,20 / 100,00  | 1,61 |             |         |            |         |

### Distrito de Leiria
| Partido                 | Partido                              | Votos   | %               | +/-   | Presidentes | +/-     | Vereadores | +/- |
| ----------------------- | ------------------------------------ | ------- | --------------- | ----- | ----------- | ------- | ---------- | --- |
|                         | Partido Social Democrata             | 83 878  | 40,82 / 100,00  | 0,70  | 8 / 16      | 1       | 50 / 104   | 2   |
|                         | Partido Socialista                   | 72 584  | 35,32 / 100,00  | 11,75 | 6 / 16      | 2       | 37 / 104   | 9   |
|                         | Partido do Centro Democrático Social | 25 233  | 12,28 / 100,00  | 5,65  | 1 / 16      | 1       | 12 / 104   | 2   |
|                         | CDU – Coligação Democrática Unitária | 14 692  | 7,15 / 100,00   | 3,75  | 1 / 16      | Estável | 4 / 104    | 4   |
|                         | Partido Renovador Democrático        | 823     | 0,40 / 100,00   | 3,41  | 0 / 16      | Estável | 1 / 104    | 1   |
| Votos inválidos         | Votos inválidos                      | 8 272   | 4,03 / 100,00   | 0,53  |             |         |            |     |
| Total                   | Total                                | 205 482 | 100,00 / 100,00 |       | 16 / 16     |         | 104 / 104  |     |
| Eleitorado/Participação | Eleitorado/Participação              | 351 776 | 58,41 / 100,00  | 0,96  |             |         |            |     |

### Distrito de Lisboa
| Partido                 | Partido | Votos     | %               | +/-   | Presidentes | +/-     | Vereadores | +/-     |
| ----------------------- | --- | --------- | --------------- | ----- | ----------- | ------- | ---------- | ------- |
|                         | Coligações Partido Social Democrata–Partido do Centro Democrático Social e Partido Social Democrata–Partido do Centro Democrático Social–Partido Popular Monárquico | 186 436   | 19,60 / 100,00  | Novo  | 1 / 15      | Novo    | 12 / 135   | Novo    |
|                         | Coligação Partido Socialista–Partido Comunista Português–Movimento Democrático Português–Partido Ecologista "Os Verdes"                                             | 180 635   | 18,99 / 100,00  | Novo  | 1 / 15      | Novo    | 9 / 135    | Novo    |
|                         | Partido Socialista | 177 964   | 18,71 / 100,00  | 6,99  | 6 / 15      | 1       | 44 / 135   | 2       |
|                         | CDU – Coligação Democrática Unitária | 167 624   | 17,62 / 100,00  | 14,66 | 4 / 15      | Estável | 30 / 135   | 15      |
|                         | Partido Social Democrata | 151 735   | 15,95 / 100,00  | 13,45 | 3 / 15      | 3       | 39 / 135   | 3       |
|                         | Partido do Centro Democrático Social | 19 641    | 2,06 / 100,00   | 0,41  | 0 / 15      | Estável | 1 / 135    | 3       |
|                         | Partido Renovador Democrático | 16 055    | 1,69 / 100,00   | 1,74  | 0 / 15      | Estável | 0 / 135    | 3       |
|                         | Partido Comunista dos Trabalhadores Portugueses | 13 753    | 1,45 / 100,00   | 0,84  | 0 / 15      | Estável | 0 / 135    | Estável |
|                         | Frente de Esquerda Revolucionária | 2 205     | 0,23 / 100,00   | Novo  | 0 / 15      | Novo    | 0 / 135    | Novo    |
|                         | Partido Popular Monárquico | 794       | 0,08 / 100,00   | 2,01  | 0 / 15      | Estável | 0 / 135    | 1       |
|                         | Movimento Democrático Português | 461       | 0,05 / 100,00   | Novo  | 0 / 15      | Novo    | 0 / 135    | Novo    |
| Votos inválidos         | Votos inválidos | 33 861    | 3,56 / 100,00   | 0,72  |             |         |            |         |
| Total                   | Total | 951 164   | 100,00 / 100,00 |       | 15 / 15     |         | 135 / 135  |         |
| Eleitorado/Participação | Eleitorado/Participação | 1 751 259 | 54,31 / 100,00  | 6,08  |             |         |            |         |

### Região Autónoma da Madeira
| Partido                 | Partido                                                           | Votos   | %               | +/-  | Presidentes | +/-     | Vereadores | +/-     |
| ----------------------- | ----------------------------------------------------------------- | ------- | --------------- | ---- | ----------- | ------- | ---------- | ------- |
|                         | Partido Social Democrata                                          | 58 818  | 53,41 / 100,00  | 8,75 | 9 / 11      | 2       | 45 / 65    | 7       |
|                         | Coligação Partido Socialista–Partido do Centro Democrático Social | 20 020  | 18,18 / 100,00  | Novo | 0 / 11      | Novo    | 5 / 65     | Novo    |
|                         | Partido Socialista                                                | 10 738  | 9,75 / 100,00   | 2,97 | 1 / 11      | 1       | 8 / 65     | 4       |
|                         | União Democrática Popular                                         | 9 160   | 8,32 / 100,00   | 1,44 | 1 / 11      | 1       | 4 / 65     | 1       |
|                         | Partido do Centro Democrático Social                              | 4 483   | 4,07 / 100,00   | 4,58 | 0 / 11      | Estável | 3 / 65     | 3       |
|                         | CDU – Coligação Democrática Unitária                              | 1 957   | 1,78 / 100,00   | 1,31 | 0 / 11      | Estável | 0 / 65     | Estável |
|                         | Partido Comunista dos Trabalhadores Portugueses                   | 1 141   | 1,04 / 100,00   | 0,61 | 0 / 11      | Estável | 0 / 65     | Estável |
| Votos inválidos         | Votos inválidos                                                   | 3 812   | 3,46 / 100,00   | 0,48 |             |         |            |         |
| Total                   | Total                                                             | 110 129 | 100,00 / 100,00 |      | 11 / 11     |         | 65 / 65    |         |
| Eleitorado/Participação | Eleitorado/Participação                                           | 189 143 | 58,23 / 100,00  | 0,50 |             |         |            |         |

### Distrito de Portalegre
| Partido                 | Partido                              | Votos   | %               | +/-  | Presidentes | +/-     | Vereadores | +/-     |
| ----------------------- | ------------------------------------ | ------- | --------------- | ---- | ----------- | ------- | ---------- | ------- |
|                         | Partido Social Democrata             | 27 397  | 33,75 / 100,00  | 4,23 | 4 / 15      | Estável | 27 / 81    | 4       |
|                         | Partido Socialista                   | 27 145  | 33,44 / 100,00  | 2,27 | 7 / 15      | 1       | 30 / 81    | 1       |
|                         | CDU – Coligação Democrática Unitária | 21 296  | 26,23 / 100,00  | 4,15 | 4 / 15      | 1       | 23 / 81    | 2       |
|                         | Partido Renovador Democrático        | 2 212   | 2,72 / 100,00   | 2,41 | 0 / 15      | Estável | 1 / 81     | 1       |
|                         | Partido do Centro Democrático Social | 77      | 0,09 / 100,00   | 0,37 | 0 / 15      | Estável | 0 / 81     | Estável |
| Votos inválidos         | Votos inválidos                      | 3 050   | 3,76 / 100,00   | 0,43 |             |         |            |         |
| Total                   | Total                                | 81 177  | 100,00 / 100,00 |      | 15 / 15     |         | 81 / 81    |         |
| Eleitorado/Participação | Eleitorado/Participação              | 117 046 | 69,35 / 100,00  | 3,15 |             |         |            |         |

### Distrito do Porto
| Partido                 | Partido                                                                 | Votos     | %               | +/-  | Presidentes | +/-     | Vereadores | +/-     |
| ----------------------- | ----------------------------------------------------------------------- | --------- | --------------- | ---- | ----------- | ------- | ---------- | ------- |
|                         | Partido Socialista                                                      | 336 848   | 42,28 / 100,00  | 8,46 | 12 / 17     | 4       | 70 / 147   | 16      |
|                         | Partido Social Democrata                                                | 268 095   | 33,65 / 100,00  | 1,57 | 3 / 17      | 3       | 54 / 147   | 3       |
|                         | Partido do Centro Democrático Social                                    | 89 356    | 11,21 / 100,00  | 0,14 | 2 / 17      | 1       | 16 / 147   | 1       |
|                         | CDU – Coligação Democrática Unitária                                    | 64 603    | 8,11 / 100,00   | 3,63 | 0 / 17      | Estável | 6 / 147    | 3       |
|                         | Movimento Democrático Português                                         | 7 888     | 0,99 / 100,00   | Novo | 0 / 17      | Novo    | 1 / 147    | Novo    |
|                         | Partido Renovador Democrático                                           | 2 703     | 0,34 / 100,00   | 4,81 | 0 / 17      | Estável | 0 / 147    | 2       |
|                         | União Democrática Popular                                               | 2 362     | 0,30 / 100,00   | 0,12 | 0 / 17      | Estável | 0 / 147    | Estável |
|                         | Partido Comunista dos Trabalhadores Portugueses                         | 1 079     | 0,14 / 100,00   | 0,09 | 0 / 17      | Estável | 0 / 147    | Estável |
|                         | Partido Popular Monárquico                                              | 1 038     | 0,13 / 100,00   | -    | 0 / 17      | -       | 0 / 147    | -       |
|                         | Coligação Movimento Democrático Português–Partido Renovador Democrático | 415       | 0,05 / 100,00   | Novo | 0 / 17      | Novo    | 0 / 147    | Novo    |
| Votos inválidos         | Votos inválidos                                                         | 22 411    | 2,81 / 100,00   | 0,33 |             |         |            |         |
| Total                   | Total                                                                   | 796 798   | 100,00 / 100,00 |      | 17 / 17     |         | 147 / 147  | 8       |
| Eleitorado/Participação | Eleitorado/Participação                                                 | 1 274 860 | 62,50 / 100,00  | 3,48 |             |         |            |         |

### Distrito de Santarém
| Partido                 | Partido                              | Votos   | %               | +/-  | Presidentes | +/-     | Vereadores | +/-     |
| ----------------------- | ------------------------------------ | ------- | --------------- | ---- | ----------- | ------- | ---------- | ------- |
|                         | Partido Socialista                   | 81 209  | 34,38 / 100,00  | 6,90 | 10 / 21     | 1       | 52 / 135   | 10      |
|                         | Partido Social Democrata             | 75 221  | 31,84 / 100,00  | 3,36 | 5 / 21      | 1       | 42 / 135   | 1       |
|                         | CDU – Coligação Democrática Unitária | 46 090  | 19,51 / 100,00  | 1,08 | 6 / 21      | 1       | 34 / 135   | 2       |
|                         | Partido do Centro Democrático Social | 15 392  | 6,52 / 100,00   | 1,95 | 0 / 21      | Estável | 5 / 135    | 2       |
|                         | Partido Renovador Democrático        | 7 339   | 3,11 / 100,00   | 7,14 | 0 / 21      | 1       | 2 / 135    | 12      |
|                         | União Democrática Popular            | 1 007   | 0,43 / 100,00   | 0,05 | 0 / 21      | Estável | 0 / 135    | Estável |
| Votos inválidos         | Votos inválidos                      | 9 985   | 4,23 / 100,00   | 0,70 |             |         |            |         |
| Total                   | Total                                | 236 243 | 100,00 / 100,00 |      | 21 / 21     |         | 135 / 135  | 2       |
| Eleitorado/Participação | Eleitorado/Participação              | 379 638 | 62,23 / 100,00  | 1,73 |             |         |            |         |

### Distrito de Setúbal
| Partido                 | Partido                                                                                            | Votos   | %               | +/-   | Presidentes | +/-     | Vereadores | +/-     |
| ----------------------- | -------------------------------------------------------------------------------------------------- | ------- | --------------- | ----- | ----------- | ------- | ---------- | ------- |
|                         | CDU – Coligação Democrática Unitária                                                               | 122 816 | 39,89 / 100,00  | 12,91 | 12 / 13     | 1       | 51 / 99    | 8       |
|                         | Partido Socialista                                                                                 | 89 832  | 29,17 / 100,00  | 5,58  | 1 / 13      | 1       | 29 / 99    | 3       |
|                         | Partido Social Democrata                                                                           | 51 672  | 16,78 / 100,00  | 5,92  | 0 / 13      | Estável | 15 / 99    | 8       |
|                         | Coligação Partido Comunista Português–Partido Ecologista "Os Verdes"–Partido Renovador Democrático | 13 943  | 4,53 / 100,00   | Novo  | 0 / 13      | Novo    | 3 / 99     | Novo    |
|                         | Coligação Partido Social Democrata–Partido do Centro Democrático Social–Partido Popular Monárquico | 6 532   | 2,12 / 100,00   | Novo  | 0 / 13      | Novo    | 1 / 99     | Novo    |
|                         | Partido Comunista dos Trabalhadores Portugueses                                                    | 4 447   | 1,44 / 100,00   | 0,98  | 0 / 13      | Estável | 0 / 99     | Estável |
|                         | Movimento Democrático Português                                                                    | 2 531   | 0,82 / 100,00   | Novo  | 0 / 13      | Novo    | 0 / 99     | Novo    |
|                         | Partido Renovador Democrático                                                                      | 2 397   | 0,78 / 100,00   | 7,35  | 0 / 13      | Estável | 0 / 99     | 5       |
|                         | Partido do Centro Democrático Social                                                               | 2 137   | 0,69 / 100,00   | -     | 0 / 13      | -       | 0 / 99     | -       |
|                         | União Democrática Popular                                                                          | 764     | 0,25 / 100,00   | 0,76  | 0 / 13      | Estável | 0 / 99     | Estável |
|                         | Frente de Esquerda Revolucionária                                                                  | 185     | 0,06 / 100,00   | Novo  | 0 / 13      | Novo    | 0 / 99     | Novo    |
| Votos inválidos         | Votos inválidos                                                                                    | 10 667  | 3,46 / 100,00   | 0,33  |             |         |            |         |
| Total                   | Total                                                                                              | 307 923 | 100,00 / 100,00 |       | 13 / 13     |         | 99 / 99    | 2       |
| Eleitorado/Participação | Eleitorado/Participação                                                                            | 574 950 | 53,56 / 100,00  | 9,32  |             |         |            |         |

### Distrito de Viana do Castelo
| Partido                 | Partido                              | Votos   | %               | +/-   | Presidentes | +/-     | Vereadores | +/-     |
| ----------------------- | ------------------------------------ | ------- | --------------- | ----- | ----------- | ------- | ---------- | ------- |
|                         | Partido Social Democrata             | 56 706  | 40,21 / 100,00  | 0,81  | 4 / 10      | 2       | 30 / 68    | 6       |
|                         | Partido Socialista                   | 45 414  | 32,20 / 100,00  | 11,30 | 5 / 10      | 2       | 29 / 68    | 10      |
|                         | Partido do Centro Democrático Social | 23 027  | 16,33 / 100,00  | 2,48  | 1 / 10      | Estável | 8 / 68     | 2       |
|                         | CDU – Coligação Democrática Unitária | 8 582   | 6,09 / 100,00   | 1,73  | 0 / 10      | Estável | 1 / 68     | Estável |
|                         | Partido Renovador Democrático        | 1 727   | 1,22 / 100,00   | 6,03  | 0 / 10      | Estável | 0 / 68     | 2       |
|                         | Movimento Democrático Português      | 474     | 0,34 / 100,00   | Novo  | 0 / 10      | Novo    | 0 / 68     | Novo    |
|                         | Partido Popular Monárquico           | 183     | 0,13 / 100,00   | 0,03  | 0 / 10      | Estável | 0 / 68     | Estável |
| Votos inválidos         | Votos inválidos                      | 4 911   | 3,48 / 100,00   | 0,20  |             |         |            |         |
| Total                   | Total                                | 141 024 | 100,00 / 100,00 |       | 10 / 10     |         | 68 / 68    |         |
| Eleitorado/Participação | Eleitorado/Participação              | 209 937 | 67,17 / 100,00  | 1,08  |             |         |            |         |

### Distrito de Vila Real
| Partido                 | Partido                                         | Votos   | %               | +/-  | Presidentes | +/-     | Vereadores | +/-     |
| ----------------------- | ----------------------------------------------- | ------- | --------------- | ---- | ----------- | ------- | ---------- | ------- |
|                         | Partido Social Democrata                        | 63 260  | 45,60 / 100,00  | 6,06 | 9 / 14      | 2       | 42 / 84    | 7       |
|                         | Partido Socialista                              | 48 820  | 35,19 / 100,00  | 8,69 | 4 / 14      | 2       | 32 / 84    | 8       |
|                         | Partido do Centro Democrático Social            | 16 436  | 11,85 / 100,00  | 0,17 | 1 / 14      | Estável | 9 / 84     | 2       |
|                         | CDU – Coligação Democrática Unitária            | 4 030   | 2,90 / 100,00   | 1,59 | 0 / 14      | Estável | 0 / 84     | Estável |
|                         | Partido Popular Monárquico                      | 514     | 0,37 / 100,00   | -    | 0 / 14      | -       | 1 / 84     | -       |
|                         | Partido Comunista dos Trabalhadores Portugueses | 28      | 0,02 / 100,00   | 0,25 | 0 / 14      | Estável | 0 / 84     | Estável |
| Votos inválidos         | Votos inválidos                                 | 5 647   | 4,07 / 100,00   | 0,23 |             |         |            |         |
| Total                   | Total                                           | 138 735 | 100,00 / 100,00 |      | 14 / 14     |         | 84 / 84    |         |
| Eleitorado/Participação | Eleitorado/Participação                         | 210 495 | 65,91 / 100,00  | 0,42 |             |         |            |         |

### Distrito de Viseu
| Partido                 | Partido                              | Votos   | %               | +/-  | Presidentes | +/-     | Vereadores | +/-     |
| ----------------------- | ------------------------------------ | ------- | --------------- | ---- | ----------- | ------- | ---------- | ------- |
|                         | Partido Social Democrata             | 90 397  | 40,71 / 100,00  | 1,16 | 14 / 24     | 1       | 73 / 148   | 2       |
|                         | Partido Socialista                   | 59 425  | 26,76 / 100,00  | 5,94 | 7 / 24      | 5       | 37 / 148   | 11      |
|                         | Partido do Centro Democrático Social | 54 696  | 24,63 / 100,00  | 1,12 | 3 / 24      | 3       | 35 / 148   | 4       |
|                         | CDU – Coligação Democrática Unitária | 6 500   | 2,93 / 100,00   | 1,28 | 0 / 24      | Estável | 2 / 148    | 1       |
|                         | Partido da Democracia Cristã         | 1 805   | 0,81 / 100,00   | -    | 0 / 24      | -       | 1 / 148    | -       |
|                         | Partido Renovador Democrático        | 391     | 0,18 / 100,00   | 3,24 | 0 / 24      | 1       | 0 / 148    | 3       |
|                         | União Democrática Popular            | 203     | 0,09 / 100,00   | 0,07 | 0 / 24      | Estável | 0 / 148    | Estável |
|                         | Partido Popular Monárquico           | 197     | 0,09 / 100,00   | -    | 0 / 24      | -       | 0 / 148    | -       |
| Votos inválidos         | Votos inválidos                      | 8 451   | 3,81 / 100,00   | 0,04 |             |         |            |         |
| Total                   | Total                                | 222 065 | 100,00 / 100,00 |      | 24 / 24     |         | 148 / 148  | 2       |
| Eleitorado/Participação | Eleitorado/Participação              | 341 119 | 65,10 / 100,00  | 0,32 |             |         |            |         |

## Presidentes eleitos

### Região Autónoma dos Açores
| Concelho               | Partido | Partido                                                           | Presidente        | %    | Vereadores |
| ---------------------- | ------- | ----------------------------------------------------------------- | ----------------- | ---- | ---------- |
| Angra do Heroísmo      |         | Partido Social Democrata                                          | Joaquim da Ponte  | 57,3 | 5 / 7      |
| Calheta                |         | Partido Social Democrata                                          | José Azevedo      | 59,8 | 3 / 5      |
| Corvo                  |         | Partido Socialista                                                | João dos Reis     | 48,6 | 3 / 5      |
| Horta                  |         | Partido Socialista                                                | Renato Leal       | 45,0 | 4 / 7      |
| Lagoa                  |         | Partido Socialista                                                | Luís Mota         | 55,3 | 3 / 5      |
| Lajes das Flores       |         | Partido Social Democrata                                          | Albino Gomes      | 53,9 | 3 / 5      |
| Lajes do Pico          |         | Partido Socialista                                                | Manuel da Costa   | 49,9 | 3 / 5      |
| Madalena               |         | Partido Socialista                                                | Armando de Castro | 49,7 | 3 / 5      |
| Nordeste               |         | Partido Social Democrata                                          | José Carreiro     | 47,5 | 3 / 5      |
| Ponta Delgada          |         | Coligação Partido Socialista–Partido do Centro Democrático Social | Mário Machado     | 48,8 | 4 / 7      |
| Povoação               |         | Partido Social Democrata                                          | António Ferreira  | 46,6 | 3 / 5      |
| Praia da Vitória       |         | Coligação Partido Socialista–Partido do Centro Democrático Social | Carlos Lima       | 48,7 | 4 / 7      |
| Ribeira Grande         |         | Partido Social Democrata                                          | Hermano Mota      | 51,0 | 4 / 7      |
| Santa Cruz da Graciosa |         | Partido Social Democrata                                          | Luís Reis         | 59,9 | 3 / 5      |
| Santa Cruz das Flores  |         | Partido Social Democrata                                          | João de Sousa     | 56,7 | 4 / 5      |
| São Roque do Pico      |         | Partido Socialista                                                | António da Costa  | 55,8 | 3 / 5      |
| Velas                  |         | Coligação Partido Socialista–Partido do Centro Democrático Social | António Maciel    | 50,2 | 3 / 5      |
| Vila do Porto          |         | Partido Socialista                                                | José Chaves       | 59,9 | 3 / 5      |
| Vila Franca do Campo   |         | Partido Social Democrata                                          | José de Melo      | 72,0 | 4 / 5      |

### Distrito de Aveiro
| Concelho             | Partido | Partido                              | Presidente         | %    | Vereadores |
| -------------------- | ------- | ------------------------------------ | ------------------ | ---- | ---------- |
| Águeda               |         | Partido Social Democrata             | José Ribeiro       | 40,3 | 3 / 7      |
| Albergaria-a-Velha   |         | Partido do Centro Democrático Social | Rui Marques        | 52,1 | 4 / 7      |
| Anadia               |         | Partido Social Democrata             | Sílvio Cerveira    | 49,2 | 4 / 7      |
| Arouca               |         | Partido Social Democrata             | Zeferino Brandão   | 39,7 | 3 / 7      |
| Aveiro               |         | Partido do Centro Democrático Social | José Pereira       | 48,4 | 5 / 9      |
| Castelo de Paiva     |         | Partido Socialista                   | Antero Vieira      | 52,8 | 4 / 7      |
| Espinho              |         | Partido Social Democrata             | Romeu Vito         | 34,1 | 3 / 7      |
| Estarreja            |         | Partido Social Democrata             | Maria Almeida Breu | 32,1 | 3 / 7      |
| Ílhavo               |         | Partido Social Democrata             | Manuel Galante     | 47,5 | 4 / 7      |
| Mealhada             |         | Partido Socialista                   | Rui Marqueiro      | 46,9 | 4 / 7      |
| Murtosa              |         | Partido Socialista                   | Augusto Leite      | 52,6 | 3 / 5      |
| Oliveira de Azeméis  |         | Partido Social Democrata             | Ramiro Alegria     | 43,8 | 3 / 7      |
| Oliveira do Bairro   |         | Partido do Centro Democrático Social | Acílio Gala        | 54,4 | 4 / 7      |
| Ovar                 |         | Partido Social Democrata             | José da Costa      | 44,9 | 4 / 7      |
| Santa Maria da Feira |         | Partido Social Democrata             | Alfredo Henriques  | 41,4 | 5 / 9      |
| São João da Madeira  |         | Partido do Centro Democrático Social | Manuel Cambra      | 42,2 | 3 / 7      |
| Sever do Vouga       |         | Partido do Centro Democrático Social | Manuel Soares      | 52,8 | 4 / 7      |
| Vagos                |         | Partido Social Democrata             | João Rocha         | 51,1 | 4 / 7      |
| Vale de Cambra       |         | Partido do Centro Democrático Social | Luís de Pinho      | 39,8 | 3 / 7      |

### Distrito de Beja
| Concelho             | Partido | Partido                              | Presidente         | %    | Vereadores |
| -------------------- | ------- | ------------------------------------ | ------------------ | ---- | ---------- |
| Aljustrel            |         | CDU – Coligação Democrática Unitária | António Godinho    | 55,2 | 5 / 7      |
| Almodôvar            |         | Partido Socialista                   | António Saleiro    | 48,1 | 3 / 5      |
| Alvito               |         | Partido Social Democrata             | Francisco Trindade | 37,8 | 2 / 5      |
| Barrancos            |         | CDU – Coligação Democrática Unitária | António Guerra     | 53,2 | 3 / 5      |
| Beja                 |         | CDU – Coligação Democrática Unitária | José Marques       | 42,8 | 4 / 7      |
| Castro Verde         |         | CDU – Coligação Democrática Unitária | Fernando Caeiros   | 64,9 | 4 / 5      |
| Cuba                 |         | CDU – Coligação Democrática Unitária | António São Brás   | 56,6 | 3 / 5      |
| Ferreira do Alentejo |         | CDU – Coligação Democrática Unitária | José Guerreiro     | 46,4 | 3 / 5      |
| Mértola              |         | CDU – Coligação Democrática Unitária | Fernando Rosa      | 52,8 | 3 / 5      |
| Moura                |         | Partido Socialista                   | José Duarte        | 57,1 | 4 / 7      |
| Odemira              |         | CDU – Coligação Democrática Unitária | Justino dos Santos | 50,5 | 4 / 7      |
| Ourique              |         | CDU – Coligação Democrática Unitária | José Estevens      | 34,6 | 2 / 5      |
| Serpa                |         | CDU – Coligação Democrática Unitária | João Rocha         | 53,6 | 4 / 7      |
| Vidigueira           |         | CDU – Coligação Democrática Unitária | Carlos Goes        | 59,5 | 4 / 5      |

### Distrito de Braga
| Concelho               | Partido | Partido                              | Presidente                 | %    | Vereadores |
| ---------------------- | ------- | ------------------------------------ | -------------------------- | ---- | ---------- |
| Amares                 |         | Partido do Centro Democrático Social | José de Macedo             | 34,9 | 3 / 7      |
| Barcelos               |         | Partido Social Democrata             | Fernando Reis              | 50,0 | 5 / 9      |
| Braga                  |         | Partido Socialista                   | Francisco Mesquita Machado | 54,2 | 7 / 11     |
| Cabeceiras de Basto    |         | Partido Social Democrata             | Mário Pereira              | 48,4 | 4 / 7      |
| Celorico de Basto      |         | Partido Social Democrata             | Albertino da Mota e Silva  | 33,4 | 3 / 7      |
| Esposende              |         | Partido Social Democrata             | Alberto Figueiredo         | 47,3 | 4 / 7      |
| Fafe                   |         | Partido Socialista                   | Parcídio Soares            | 57,6 | 5 / 7      |
| Guimarães              |         | Partido Socialista                   | António Magalhães          | 47,2 | 6 / 11     |
| Póvoa de Lanhoso       |         | Partido do Centro Democrático Social | José Portela               | 33,5 | 3 / 7      |
| Terras de Bouro        |         | Partido Social Democrata             | José de Araújo             | 57,4 | 4 / 5      |
| Vieira do Minho        |         | Partido Socialista                   | Manuel de Matos            | 42,9 | 3 / 7      |
| Vila Nova de Famalicão |         | Partido Socialista                   | Agostinho Fernandes        | 59,4 | 7 / 9      |
| Vila Verde             |         | Partido do Centro Democrático Social | António Cerqueira          | 39,0 | 3 / 7      |

### Distrito de Bragança
| Concelho                 | Partido | Partido                              | Presidente         | %    | Vereadores |
| ------------------------ | ------- | ------------------------------------ | ------------------ | ---- | ---------- |
| Alfândega da Fé          |         | Partido Socialista                   | Manuel Silva       | 47,0 | 3 / 5      |
| Bragança                 |         | Partido Socialista                   | Luís da Paula Mina | 44,8 | 4 / 7      |
| Carrazeda de Ansiães     |         | Partido Social Democrata             | António Sampaio    | 44,8 | 3 / 5      |
| Freixo de Espada à Cinta |         | Partido Socialista                   | Fernando Ferreira  | 50,3 | 3 / 5      |
| Macedo de Cavaleiros     |         | Partido Social Democrata             | António Ferreira   | 37,8 | 3 / 7      |
| Miranda do Douro         |         | Partido Socialista                   | Júlio Santanas     | 53,6 | 3 / 5      |
| Mirandela                |         | Partido do Centro Democrático Social | José Gama          | 46,4 | 4 / 7      |
| Mogadouro                |         | Partido Social Democrata             | Armando Salomé     | 41,7 | 3 / 7      |
| Torre de Moncorvo        |         | Partido Socialista                   | Fernando Ferreira  | 56,6 | 4 / 7      |
| Vila Flor                |         | Partido Social Democrata             | Alfredo Ramalho    | 39,1 | 2 / 5      |
| Vimioso                  |         | Partido Socialista                   | José Miranda       | 56,0 | 3 / 5      |
| Vinhais                  |         | Partido Social Democrata             | Humberto Alves     | 49,5 | 4 / 7      |

### Distrito de Castelo Branco
| Concelho            | Partido | Partido                  | Presidente                | %    | Vereadores |
| ------------------- | ------- | ------------------------ | ------------------------- | ---- | ---------- |
| Belmonte            |         | Partido Socialista       | António de Almeida Garcia | 37,9 | 2 / 5      |
| Castelo Branco      |         | Partido Social Democrata | César Vila Franca         | 45,4 | 4 / 7      |
| Covilhã             |         | Partido Social Democrata | Carlos Pinto              | 34,5 | 3 / 7      |
| Fundão              |         | Partido Socialista       | José Lopes                | 50,7 | 4 / 7      |
| Idanha-a-Nova       |         | Partido Socialista       | Joaquim Dias              | 66,6 | 6 / 7      |
| Oleiros             |         | Partido Social Democrata | José Marques              | 70,0 | 4 / 5      |
| Penamacor           |         | Partido Socialista       | Francisco Ribeiro         | 51,4 | 3 / 5      |
| Proença-a-Nova      |         | Partido Social Democrata | Diamantino André          | 40,3 | 2 / 5      |
| Sertã               |         | Partido Social Democrata | Ângelo Farinha            | 57,2 | 5 / 7      |
| Vila de Rei         |         | Partido Social Democrata | Maria Irene Barata        | 47,0 | 3 / 5      |
| Vila Velha de Ródão |         | Partido Socialista       | José Martins              | 45,8 | 3 / 5      |

### Distrito de Coimbra
| Concelho             | Partido | Partido                  | Presidente            | %    | Vereadores |
| -------------------- | ------- | ------------------------ | --------------------- | ---- | ---------- |
| Arganil              |         | Partido Socialista       | Fernando de Maia Vale | 55,8 | 4 / 7      |
| Cantanhede           |         | Partido Social Democrata | Albano de Sousa       | 40,4 | 4 / 7      |
| Coimbra              |         | Partido Socialista       | Manuel Machado        | 46,9 | 6 / 11     |
| Condeixa-a-Nova      |         | Partido Socialista       | Belmiro da Costa      | 59,1 | 5 / 7      |
| Figueira da Foz      |         | Partido Socialista       | Manuel de Carvalho    | 47,0 | 5 / 9      |
| Góis                 |         | Partido Socialista       | Augusto Pereira       | 48,4 | 3 / 5      |
| Lousã                |         | Partido Socialista       | Horácio Antunes       | 61,7 | 5 / 7      |
| Mira                 |         | Partido Social Democrata | João de Almeida       | 38,1 | 3 / 7      |
| Miranda do Corvo     |         | Partido Social Democrata | Jaime Ramos           | 47,1 | 3 / 5      |
| Montemor-o-Velho     |         | Partido Social Democrata | Manuel dos Reis       | 45,1 | 4 / 7      |
| Oliveira do Hospital |         | Partido Socialista       | António de Oliveira   | 42,3 | 3 / 7      |
| Pampilhosa da Serra  |         | Partido Social Democrata | José de Almeida       | 51,1 | 3 / 5      |
| Penacova             |         | Partido Social Democrata | Manuel Flórido        | 45,7 | 4 / 7      |
| Penela               |         | Partido Social Democrata | Fernando Antunes      | 62,8 | 4 / 5      |
| Soure                |         | Partido Socialista       | Firmino Ramalho       | 51,2 | 4 / 7      |
| Tábua                |         | Partido Socialista       | Francisco Portela     | 48,3 | 4 / 7      |
| Vila Nova de Poiares |         | Partido Social Democrata | Jaime Marta Soares    | 58,8 | 3 / 5      |

### Distrito de Évora
| Concelho              | Partido | Partido                              | Presidente          | %    | Vereadores |
| --------------------- | ------- | ------------------------------------ | ------------------- | ---- | ---------- |
| Alandroal             |         | CDU – Coligação Democrática Unitária | Inácio Melrinho     | 46,1 | 3 / 5      |
| Arraiolos             |         | CDU – Coligação Democrática Unitária | Joaquim Miguel      | 63,1 | 4 / 5      |
| Borba                 |         | CDU – Coligação Democrática Unitária | João Proença        | 49,3 | 3 / 5      |
| Estremoz              |         | Partido Socialista                   | António da Silva    | 39,3 | 3 / 7      |
| Évora                 |         | CDU – Coligação Democrática Unitária | Abílio Fernandes    | 51,4 | 4 / 7      |
| Montemor-o-Novo       |         | CDU – Coligação Democrática Unitária | Fernando da Cruz    | 61,1 | 5 / 7      |
| Mora                  |         | CDU – Coligação Democrática Unitária | José Domingues      | 48,9 | 3 / 5      |
| Mourão                |         | CDU – Coligação Democrática Unitária | Alexandre de Barros | 37,9 | 2 / 5      |
| Portel                |         | CDU – Coligação Democrática Unitária | António Amaro       | 50,4 | 3 / 5      |
| Redondo               |         | CDU – Coligação Democrática Unitária | Alfredo Barroso     | 57,8 | 3 / 5      |
| Reguengos de Monsaraz |         | Partido Socialista                   | Victor Martelo      | 40,4 | 2 / 5      |
| Vendas Novas          |         | CDU – Coligação Democrática Unitária | João Ribeiro        | 55,2 | 3 / 5      |
| Viana do Alentejo     |         | Partido Socialista                   | Manuel Aleixo       | 44,7 | 3 / 5      |
| Vila Viçosa           |         | Partido Socialista                   | Josué Bacalhau      | 46,2 | 3 / 5      |

### Distrito de Faro
| Concelho                   | Partido | Partido                              | Presidente        | %    | Vereadores |
| -------------------------- | ------- | ------------------------------------ | ----------------- | ---- | ---------- |
| Albufeira                  |         | Partido Socialista                   | Xavier Xufre      | 50,7 | 4 / 7      |
| Alcoutim                   |         | Partido Socialista                   | Manuel Afonso     | 50,2 | 3 / 5      |
| Aljezur                    |         | CDU – Coligação Democrática Unitária | Manuel Marreiros  | 44,0 | 2 / 5      |
| Castro Marim               |         | Partido Socialista                   | José Anacleto     | 53,7 | 3 / 5      |
| Faro                       |         | Partido Socialista                   | João Botelheiro   | 42,8 | 3 / 7      |
| Lagoa                      |         | Partido Social Democrata             | Jacinto Correia   | 56,7 | 5 / 7      |
| Lagos                      |         | Partido Social Democrata             | José Rosado       | 49,9 | 4 / 7      |
| Loulé                      |         | Partido Socialista                   | Joaquim Vairinhos | 44,9 | 4 / 7      |
| Monchique                  |         | Partido Socialista                   | Carlos Tuta       | 51,2 | 3 / 5      |
| Olhão                      |         | Partido Socialista                   | João Bonança      | 49,7 | 4 / 7      |
| Portimão                   |         | Partido Socialista                   | Martim Gracias    | 39,1 | 3 / 7      |
| São Brás de Alportel       |         | Partido Socialista                   | José Pires        | 55,0 | 3 / 5      |
| Silves                     |         | Partido Socialista                   | José Viseu        | 35,2 | 3 / 7      |
| Tavira                     |         | Partido Socialista                   | Joaquim Anastácio | 58,0 | 5 / 7      |
| Vila do Bispo              |         | CDU – Coligação Democrática Unitária | José Rodrigues    | 49,7 | 3 / 5      |
| Vila Real de Santo António |         | Partido Socialista                   | António Murta     | 43,9 | 4 / 7      |

### Distrito da Guarda
| Concelho                    | Partido | Partido                              | Presidente              | %    | Vereadores |
| --------------------------- | ------- | ------------------------------------ | ----------------------- | ---- | ---------- |
| Aguiar da Beira             |         | Partido Social Democrata             | Joaquim de Lacerda      | 50,3 | 3 / 5      |
| Almeida                     |         | Partido do Centro Democrático Social | António de Sousa Júnior | 35,0 | 2 / 5      |
| Celorico da Beira           |         | Partido Social Democrata             | Carlos de Almeida       | 60,7 | 4 / 5      |
| Figueira de Castelo Rodrigo |         | Partido Socialista                   | Fernando Bordalo        | 53,5 | 3 / 5      |
| Fornos de Algodres          |         | Partido Social Democrata             | José da Costa Felício   | 55,0 | 3 / 5      |
| Gouveia                     |         | Partido Socialista                   | António Pacheco         | 46,5 | 4 / 7      |
| Guarda                      |         | Partido Socialista                   | Abílio Curto            | 52,8 | 4 / 7      |
| Manteigas                   |         | Partido Socialista                   | Albino Leitão           | 52,5 | 3 / 5      |
| Mêda                        |         | Partido Social Democrata             | João Pinto              | 50,2 | 3 / 5      |
| Pinhel                      |         | Partido Social Democrata             | Amadeu de Andrade Poço  | 38,1 | 3 / 7      |
| Sabugal                     |         | Partido do Centro Democrático Social | Joaquim Portas          | 40,8 | 3 / 7      |
| Seia                        |         | Partido Social Democrata             | Jorge Correia           | 35,0 | 3 / 7      |
| Trancoso                    |         | Partido Social Democrata             | Júlio Sarmento          | 54,5 | 4 / 7      |
| Vila Nova de Foz Coa        |         | Partido Social Democrata             | António Gouveia         | 52,2 | 3 / 5      |

### Distrito de Leiria
| Concelho            | Partido | Partido                              | Presidente            | %    | Vereadores |
| ------------------- | ------- | ------------------------------------ | --------------------- | ---- | ---------- |
| Alcobaça            |         | Partido Socialista                   | Miguel Guerra         | 43,5 | 3 / 7      |
| Alvaiázere          |         | Partido Social Democrata             | Álvaro Simões         | 75,5 | 4 / 5      |
| Ansião              |         | Partido Social Democrata             | Fernando Marques      | 50,8 | 4 / 7      |
| Batalha             |         | Partido do Centro Democrático Social | Raul de Castro        | 48,1 | 4 / 7      |
| Bombarral           |         | Partido Socialista                   | Carlos Serafim        | 33,3 | 3 / 7      |
| Caldas da Rainha    |         | Partido Social Democrata             | Fernando da Costa     | 52,9 | 5 / 7      |
| Castanheira de Pera |         | Partido Social Democrata             | Viriato Oliva         | 47,5 | 3 / 5      |
| Figueiró dos Vinhos |         | Partido Socialista                   | Fernando Manata       | 53,7 | 3 / 5      |
| Leiria              |         | Partido Social Democrata             | Afonso Proença        | 45,2 | 5 / 9      |
| Marinha Grande      |         | CDU – Coligação Democrática Unitária | João Duarte           | 44,1 | 3 / 7      |
| Nazaré              |         | Partido Socialista                   | Luís Monterroso       | 50,2 | 4 / 7      |
| Óbidos              |         | Partido Socialista                   | José Júnior           | 62,1 | 4 / 5      |
| Pedrógão Grande     |         | Partido Social Democrata             | Manuel Coelho         | 63,3 | 4 / 5      |
| Peniche             |         | Partido Social Democrata             | João Augusto Barradas | 45,1 | 4 / 7      |
| Pombal              |         | Partido Socialista                   | Armindo Carolino      | 55,1 | 5 / 7      |
| Porto de Mós        |         | Partido Social Democrata             | José Afonso           | 58,3 | 5 / 7      |

### Distrito de Lisboa
| Concelho               | Partido | Partido | Presidente           | %    | Vereadores |
| ---------------------- | ------- | --- | -------------------- | ---- | ---------- |
| Alenquer               |         | Partido Socialista | Álvaro Pedro         | 50,9 | 4 / 7      |
| Amadora                |         | CDU – Coligação Democrática Unitária                                                                                    | Orlando de Almeida   | 38,5 | 5 / 11     |
| Arruda dos Vinhos      |         | Partido Socialista | Mário Carvalho       | 46,9 | 3 / 5      |
| Azambuja               |         | Partido Socialista | João Benavente       | 40,9 | 3 / 7      |
| Cadaval                |         | Partido Socialista | Valentim Matias      | 46,6 | 4 / 7      |
| Cascais                |         | Partido Social Democrata                                                                                                | Georges Dargent      | 39,5 | 5 / 11     |
| Lisboa                 |         | Coligação Partido Socialista–Partido Comunista Português–Movimento Democrático Português–Partido Ecologista "Os Verdes" | Jorge Sampaio        | 49,1 | 9 / 17     |
| Loures                 |         | CDU – Coligação Democrática Unitária                                                                                    | Severiano Falcão     | 36,5 | 5 / 11     |
| Lourinhã               |         | Partido Socialista | José Manuel Custódio | 49,4 | 4 / 7      |
| Mafra                  |         | Partido Social Democrata                                                                                                | José dos Santos      | 48,1 | 4 / 7      |
| Oeiras                 |         | Partido Social Democrata                                                                                                | Isaltino Morais      | 43,6 | 6 / 11     |
| Sintra                 |         | Coligação Partido Social Democrata–Partido do Centro Democrático Social                                                 | João Justino         | 33,1 | 4 / 11     |
| Sobral de Monte Agraço |         | CDU – Coligação Democrática Unitária                                                                                    | António Bogalho      | 65,0 | 4 / 5      |
| Torres Vedras          |         | Partido Socialista | José de Carvalho     | 47,8 | 5 / 9      |
| Vila Franca de Xira    |         | CDU – Coligação Democrática Unitária                                                                                    | Daniel Branco        | 43,4 | 4 / 9      |

### Região Autónoma da Madeira
| Concelho        | Partido | Partido                   | Presidente            | %    | Vereadores |
| --------------- | ------- | ------------------------- | --------------------- | ---- | ---------- |
| Calheta         |         | Partido Social Democrata  | Manuel Leça           | 53,8 | 3 / 5      |
| Câmara de Lobos |         | Partido Social Democrata  | Gabriel de Ornelas    | 66,6 | 6 / 7      |
| Funchal         |         | Partido Social Democrata  | João Dantas           | 45,1 | 5 / 9      |
| Machico         |         | União Democrática Popular | José Martins Júnior   | 50,0 | 4 / 7      |
| Ponta do Sol    |         | Partido Social Democrata  | António da Silva Lobo | 80,3 | 5 / 5      |
| Porto Moniz     |         | Partido Social Democrata  | Manuel de Castro      | 69,6 | 4 / 5      |
| Porto Santo     |         | Partido Socialista        | José Mendonça         | 48,6 | 3 / 5      |
| Ribeira Brava   |         | Partido Social Democrata  | José Pita             | 50,4 | 3 / 5      |
| Santa Cruz      |         | Partido Social Democrata  | Luís Rodrigues        | 63,3 | 5 / 7      |
| Santana         |         | Partido Social Democrata  | Carlos Pereira        | 69,9 | 5 / 5      |
| São Vicente     |         | Partido Social Democrata  | Gabriel Esmeraldo     | 65,2 | 4 / 5      |

### Distrito de Portalegre
| Concelho        | Partido | Partido                              | Presidente         | %    | Vereadores |
| --------------- | ------- | ------------------------------------ | ------------------ | ---- | ---------- |
| Alter do Chão   |         | Partido Socialista                   | Francisco Sancho   | 35,0 | 2 / 5      |
| Arronches       |         | Partido Socialista                   | Gil Romão          | 42,0 | 2 / 5      |
| Avis            |         | CDU – Coligação Democrática Unitária | António Bartolomeu | 61,5 | 3 / 5      |
| Campo Maior     |         | Partido Socialista                   | João Guerra        | 47,2 | 3 / 5      |
| Castelo de Vide |         | Partido Socialista                   | Fernando Soares    | 45,2 | 3 / 5      |
| Crato           |         | Partido Socialista                   | António Leitão     | 36,8 | 2 / 5      |
| Elvas           |         | Partido Social Democrata             | João Carpinteiro   | 42,7 | 4 / 7      |
| Fronteira       |         | CDU – Coligação Democrática Unitária | Manuel Pereira     | 35,1 | 2 / 5      |
| Gavião          |         | Partido Socialista                   | Jaime Estorninho   | 56,8 | 4 / 5      |
| Marvão          |         | Partido Social Democrata             | António Andrade    | 69,0 | 4 / 5      |
| Monforte        |         | Partido Socialista                   | António Canoa      | 44,1 | 3 / 5      |
| Nisa            |         | CDU – Coligação Democrática Unitária | José Basso         | 48,7 | 3 / 5      |
| Ponte de Sor    |         | CDU – Coligação Democrática Unitária | José Amante        | 42,3 | 3 / 7      |
| Portalegre      |         | Partido Social Democrata             | João Miguens       | 45,1 | 3 / 7      |
| Sousel          |         | Partido Social Democrata             | Artur Pereira      | 41,2 | 2 / 5      |

### Distrito do Porto
| Concelho           | Partido | Partido                              | Presidente              | %    | Vereadores |
| ------------------ | ------- | ------------------------------------ | ----------------------- | ---- | ---------- |
| Amarante           |         | Partido Socialista                   | Francisco Assis         | 45,6 | 4 / 7      |
| Baião              |         | Partido Socialista                   | Artur Borges            | 44,1 | 4 / 7      |
| Felgueiras         |         | Partido Socialista                   | Júlio Faria             | 51,1 | 4 / 7      |
| Gondomar           |         | Partido Socialista                   | Aníbal Lira             | 31,2 | 4 / 11     |
| Lousada            |         | Partido Socialista                   | Jorge de Magalhães      | 44,0 | 3 / 7      |
| Maia               |         | Partido Social Democrata             | José Vieira de Carvalho | 57,4 | 6 / 9      |
| Marco de Canaveses |         | Partido do Centro Democrático Social | Avelino Ferreira Torres | 56,6 | 5 / 7      |
| Matosinhos         |         | Partido Socialista                   | Narciso Miranda         | 59,9 | 7 / 11     |
| Paços de Ferreira  |         | Partido Social Democrata             | Arménio Pereira         | 56,1 | 5 / 7      |
| Paredes            |         | Partido do Centro Democrático Social | Jorge Malheiro          | 40,1 | 4 / 9      |
| Penafiel           |         | Partido Socialista                   | António do Fundo        | 54,4 | 5 / 7      |
| Porto              |         | Partido Socialista                   | Fernando Gomes          | 41,5 | 6 / 13     |
| Póvoa de Varzim    |         | Partido Social Democrata             | Manuel da Silva         | 42,6 | 3 / 7      |
| Santo Tirso        |         | Partido Socialista                   | Joaquim Couto           | 56,4 | 6 / 9      |
| Valongo            |         | Partido Socialista                   | João Dias               | 47,1 | 5 / 9      |
| Vila do Conde      |         | Partido Socialista                   | Mário de Almeida        | 60,3 | 6 / 9      |
| Vila Nova de Gaia  |         | Partido Socialista                   | José Carvalheiras       | 44,7 | 6 / 11     |

### Distrito de Santarém
| Concelho               | Partido | Partido                              | Presidente         | %    | Vereadores |
| ---------------------- | ------- | ------------------------------------ | ------------------ | ---- | ---------- |
| Abrantes               |         | Partido Social Democrata             | Humberto Lopes     | 33,3 | 3 / 7      |
| Alcanena               |         | Partido Socialista                   | Carlos Cunha       | 54,8 | 5 / 7      |
| Almeirim               |         | Partido Socialista                   | Jaime Gomes        | 29,6 | 2 / 7      |
| Alpiarça               |         | CDU – Coligação Democrática Unitária | Armindo Pinhão     | 57,7 | 4 / 5      |
| Benavente              |         | CDU – Coligação Democrática Unitária | António Ganhão     | 55,2 | 4 / 7      |
| Cartaxo                |         | Partido Socialista                   | Renato Campos      | 37,9 | 3 / 7      |
| Chamusca               |         | CDU – Coligação Democrática Unitária | Sérgio Carrinho    | 51,2 | 4 / 7      |
| Constância             |         | CDU – Coligação Democrática Unitária | António Mendes     | 64,5 | 4 / 5      |
| Coruche                |         | CDU – Coligação Democrática Unitária | Manuel Brandão     | 43,0 | 3 / 7      |
| Entroncamento          |         | Partido Socialista                   | José da Cunha      | 48,8 | 4 / 7      |
| Ferreira do Zêzere     |         | Partido Social Democrata             | António Antunes    | 53,3 | 3 / 5      |
| Golegã                 |         | CDU – Coligação Democrática Unitária | Manuel Madeira     | 53,8 | 3 / 5      |
| Mação                  |         | Partido Social Democrata             | Elvino Pereira     | 52,4 | 3 / 5      |
| Ourém                  |         | Partido Social Democrata             | Mário Albuquerque  | 55,8 | 4 / 7      |
| Rio Maior              |         | Partido Socialista                   | Silvino Sequeira   | 61,1 | 5 / 7      |
| Salvaterra de Magos    |         | Partido Socialista                   | António Moreira    | 50,4 | 4 / 7      |
| Santarém               |         | Partido Socialista                   | Ladislau Botas     | 39,3 | 4 / 9      |
| Sardoal                |         | Partido Socialista                   | Maria Chambel      | 58,1 | 3 / 5      |
| Tomar                  |         | Partido Socialista                   | Pedro Marques      | 38,0 | 3 / 7      |
| Torres Novas           |         | Partido Social Democrata             | Arnaldo dos Santos | 36,6 | 3 / 7      |
| Vila Nova da Barquinha |         | Partido Socialista                   | Rui Picciochi      | 42,5 | 3 / 5      |

### Distrito de Setúbal
| Concelho          | Partido | Partido                              | Presidente            | %    | Vereadores |
| ----------------- | ------- | ------------------------------------ | --------------------- | ---- | ---------- |
| Alcácer do Sal    |         | CDU – Coligação Democrática Unitária | Gracieta Baião        | 49,8 | 4 / 7      |
| Alcochete         |         | CDU – Coligação Democrática Unitária | Migue Boieiro         | 47,5 | 3 / 5      |
| Almada            |         | CDU – Coligação Democrática Unitária | Maria Emília de Sousa | 39,1 | 5 / 11     |
| Barreiro          |         | CDU – Coligação Democrática Unitária | Pedro Canário         | 47,3 | 5 / 9      |
| Grândola          |         | CDU – Coligação Democrática Unitária | António Mendes        | 57,4 | 5 / 7      |
| Moita             |         | CDU – Coligação Democrática Unitária | José Pereira          | 53,8 | 4 / 7      |
| Montijo           |         | CDU – Coligação Democrática Unitária | José Caria            | 35,9 | 3 / 7      |
| Palmela           |         | CDU – Coligação Democrática Unitária | Carlos Pésinho        | 45,7 | 4 / 7      |
| Santiago do Cacém |         | CDU – Coligação Democrática Unitária | Ramiro Beja           | 50,0 | 4 / 7      |
| Seixal            |         | CDU – Coligação Democrática Unitária | Eufrázio José         | 54,9 | 5 / 9      |
| Sesimbra          |         | CDU – Coligação Democrática Unitária | Ezequiel Lino         | 45,1 | 4 / 7      |
| Setúbal           |         | Partido Socialista                   | Manuel Cáceres        | 48,9 | 5 / 9      |
| Sines             |         | CDU – Coligação Democrática Unitária | Francisco do Ó        | 60,3 | 5 / 7      |

### Distrito de Viana do Castelo
| Concelho              | Partido | Partido                              | Presidente           | %    | Vereadores |
| --------------------- | ------- | ------------------------------------ | -------------------- | ---- | ---------- |
| Arcos de Valdevez     |         | Partido Social Democrata             | Américo de Sequeira  | 51,8 | 4 / 7      |
| Caminha               |         | Partido Socialista                   | José Guerreiro       | 59,0 | 5 / 7      |
| Melgaço               |         | Partido Socialista                   | António Solheiro     | 65,6 | 5 / 7      |
| Monção                |         | Partido Social Democrata             | Joaquim de Magalhães | 35,2 | 3 / 7      |
| Paredes de Coura      |         | Partido Socialista                   | José Guerreiro       | 50,9 | 3 / 5      |
| Ponte da Barca        |         | Partido Socialista                   | Gastão Guimarães     | 49,8 | 4 / 7      |
| Ponte de Lima         |         | Partido do Centro Democrático Social | Fernando de Barros   | 46,0 | 4 / 7      |
| Valença               |         | Partido Social Democrata             | Mário Pedra          | 51,6 | 4 / 7      |
| Viana do Castelo      |         | Partido Social Democrata             | Carlos Morais        | 41,4 | 5 / 9      |
| Vila Nova de Cerveira |         | Partido Socialista                   | José Carpinteira     | 52,0 | 3 / 5      |

### Distrito de Vila Real
| Concelho                 | Partido | Partido                              | Presidente            | %    | Vereadores |
| ------------------------ | ------- | ------------------------------------ | --------------------- | ---- | ---------- |
| Alijó                    |         | Partido Social Democrata             | Aníbal Ferreira       | 48,1 | 4 / 7      |
| Boticas                  |         | Partido Social Democrata             | José Fernandes        | 55,4 | 3 / 5      |
| Chaves                   |         | Partido Socialista                   | Alexandre Chaves      | 47,7 | 4 / 7      |
| Mesão Frio               |         | Partido Social Democrata             | Marco da Silva        | 39,8 | 2 / 5      |
| Mondim de Basto          |         | Partido do Centro Democrático Social | Fernando de Moura     | 48,0 | 3 / 5      |
| Montalegre               |         | Partido Socialista                   | Joaquim Pires         | 47,1 | 4 / 7      |
| Murça                    |         | Partido Social Democrata             | Belmiro Vilela        | 45,9 | 3 / 5      |
| Peso da Régua            |         | Partido Social Democrata             | Álvaro Mota           | 42,5 | 3 / 7      |
| Ribeira de Pena          |         | Partido Social Democrata             | João Pereira          | 49,8 | 3 / 5      |
| Sabrosa                  |         | Partido Socialista                   | Milcíades de Carvalho | 49,1 | 3 / 5      |
| Santa Marta de Penaguião |         | Partido Socialista                   | Artur Vaz             | 58,3 | 3 / 5      |
| Valpaços                 |         | Partido Social Democrata             | Francisco Tavares     | 59,5 | 5 / 7      |
| Vila Pouca de Aguiar     |         | Partido Social Democrata             | António Gil           | 47,7 | 4 / 7      |
| Vila Real                |         | Partido Social Democrata             | Armando Moreira       | 43,0 | 3 / 7      |

### Distrito de Viseu
| Concelho              | Partido | Partido                              | Presidente        | %    | Vereadores |
| --------------------- | ------- | ------------------------------------ | ----------------- | ---- | ---------- |
| Armamar               |         | Partido Social Democrata             | António Monteiro  | 47,2 | 3 / 5      |
| Carregal do Sal       |         | Partido do Centro Democrático Social | Atílio Nunes      | 35,5 | 2 / 5      |
| Castro Daire          |         | Partido Social Democrata             | César Santos      | 49,6 | 4 / 7      |
| Cinfães               |         | Partido Social Democrata             | Manuel Ferreira   | 52,6 | 4 / 7      |
| Lamego                |         | Partido Socialista                   | Rui Valadares     | 28,7 | 2 / 7      |
| Mangualde             |         | Partido Socialista                   | Mário Lopes       | 54,8 | 4 / 7      |
| Moimenta da Beira     |         | Partido do Centro Democrático Social | Alexandre Cardia  | 50,1 | 4 / 7      |
| Mortágua              |         | Partido Socialista                   | Afonso Abrantes   | 51,7 | 3 / 5      |
| Nelas                 |         | Partido Socialista                   | José Correia      | 54,7 | 4 / 7      |
| Oliveira de Frades    |         | Partido Social Democrata             | João Maia         | 45,4 | 2 / 5      |
| Penalva do Castelo    |         | Partido Social Democrata             | Leonídio Monteiro | 38,8 | 2 / 5      |
| Penedono              |         | Partido Social Democrata             | João de Carvalho  | 60,1 | 4 / 5      |
| Resende               |         | Partido Social Democrata             | Albino de Matos   | 69,2 | 6 / 7      |
| Santa Comba Dão       |         | Partido Socialista                   | Orlando Mendes    | 33,5 | 3 / 7      |
| São João da Pesqueira |         | Partido Social Democrata             | João Costa        | 39,4 | 3 / 5      |
| São Pedro do Sul      |         | Partido Socialista                   | Manuel Pinho      | 46,1 | 4 / 7      |
| Sátão                 |         | Partido do Centro Democrático Social | Luís Cabral       | 50,6 | 4 / 7      |
| Sernancelhe           |         | Partido Social Democrata             | José Cardoso      | 51,2 | 3 / 5      |
| Tabuaço               |         | Partido Social Democrata             | José dos Santos   | 46,6 | 3 / 5      |
| Tarouca               |         | Partido Social Democrata             | Lucílio Teixeira  | 43,5 | 3 / 5      |
| Tondela               |         | Partido Social Democrata             | António da Cruz   | 47,8 | 4 / 7      |
| Vila Nova de Paiva    |         | Partido Social Democrata             | Luís do Souto     | 45,3 | 3 / 5      |
| Viseu                 |         | Partido Social Democrata             | Fernando Ruas     | 38,4 | 4 / 9      |
| Vouzela               |         | Partido Socialista                   | João Ribeiro      | 43,0 | 3 / 7      |

| Eleições autárquicas portuguesas de 1989 Distritos: Aveiro \| Beja \| Braga \| Bragança \| Castelo Branco \| Coimbra \| Évora \| Faro \| Guarda \| Leiria \| Lisboa \| Portalegre \| Porto \| Santarém \| Setúbal \| Viana do Castelo \| Vila Real \| Viseu \| Açores \| Madeira |

## Câmaras que mudaram de partido
| Concelho                     | 1985–1989                  | 1985–1989                            | 1989–1993                  | 1989–1993 |
| Concelho                     | Partido                    | Partido                              | Partido                    | Partido |
| Região Autónoma dos Açores   | Região Autónoma dos Açores | Região Autónoma dos Açores           | Região Autónoma dos Açores | Região Autónoma dos Açores                                                                                              |
| ---------------------------- | -------------------------- | ------------------------------------ | -------------------------- | --- |
| Corvo                        |                            | Partido Social Democrata             |                            | Partido Socialista |
| Horta                        |                            | Partido Social Democrata             |                            | Partido Socialista |
| Lagoa                        |                            | Partido Social Democrata             |                            | Partido Socialista |
| Madalena                     |                            | Partido Social Democrata             |                            | Partido Socialista |
| Ponta Delgada                |                            | Partido Social Democrata             |                            | Coligação Partido Socialista–Partido do Centro Democrático Social                                                       |
| Praia da Vitória             |                            | Partido Social Democrata             |                            | Coligação Partido Socialista–Partido do Centro Democrático Social                                                       |
| São Roque do Pico            |                            | Partido Social Democrata             |                            | Partido Socialista |
| Velas                        |                            | Partido Social Democrata             |                            | Coligação Partido Socialista–Partido do Centro Democrático Social                                                       |
| Distrito de Aveiro           |                            |                                      |                            | |
| Mealhada                     |                            | Partido Social Democrata             |                            | Partido Socialista |
| Murtosa                      |                            | Partido Social Democrata             |                            | Partido Socialista |
| Oliveira do Bairro           |                            | Partido Social Democrata             |                            | Partido do Centro Democrático Social                                                                                    |
| Sever do Vouga               |                            | Partido Social Democrata             |                            | Partido do Centro Democrático Social                                                                                    |
| Distrito de Beja             |                            |                                      |                            | |
| Moura                        |                            | Aliança Povo Unido                   |                            | Partido Socialista |
| Ourique                      |                            | Partido Social Democrata             |                            | CDU – Coligação Democrática Unitária                                                                                    |
| Distrito de Braga            |                            |                                      |                            | |
| Amares                       |                            | Partido Socialista                   |                            | Partido do Centro Democrático Social                                                                                    |
| Celorico de Basto            |                            | Partido do Centro Democrático Social |                            | Partido Social Democrata                                                                                                |
| Esposende                    |                            | Partido do Centro Democrático Social |                            | Partido Social Democrata                                                                                                |
| Guimarães                    |                            | Partido Social Democrata             |                            | Partido Socialista |
| Póvoa de Lanhoso             |                            | Partido Social Democrata             |                            | Partido do Centro Democrático Social                                                                                    |
| Terras de Bouro              |                            | Partido do Centro Democrático Social |                            | Partido Social Democrata                                                                                                |
| Vieira do Minho              |                            | Partido Social Democrata             |                            | Partido Socialista |
| Distrito de Bragança         |                            |                                      |                            | |
| Alfândega da Fé              |                            | Partido Social Democrata             |                            | Partido Socialista |
| Bragança                     |                            | Partido do Centro Democrático Social |                            | Partido Socialista |
| Carrazeda de Ansiães         |                            | Partido do Centro Democrático Social |                            | Partido Social Democrata                                                                                                |
| Freixo de Espada à Cinta     |                            | Partido Social Democrata             |                            | Partido Socialista |
| Miranda do Douro             |                            | Partido Social Democrata             |                            | Partido Socialista |
| Mirandela                    |                            | Partido Social Democrata             |                            | Partido do Centro Democrático Social                                                                                    |
| Vinhais                      |                            | Partido do Centro Democrático Social |                            | Partido Social Democrata                                                                                                |
| Distrito de Castelo Branco   |                            |                                      |                            | |
| Belmonte                     |                            | Partido Renovador Democrático        |                            | Partido Socialista |
| Fundão                       |                            | Partido Social Democrata             |                            | Partido Socialista |
| Vila de Rei                  |                            | Partido do Centro Democrático Social |                            | Partido Social Democrata                                                                                                |
| Distrito de Coimbra          |                            |                                      |                            | |
| Arganil                      |                            | Partido Social Democrata             |                            | Partido Socialista |
| Coimbra                      |                            | Partido Social Democrata             |                            | Partido Socialista |
| Montemor-o-Velho             |                            | Partido Socialista                   |                            | Partido Social Democrata                                                                                                |
| Oliveira do Hospital         |                            | Partido Social Democrata             |                            | Partido Socialista |
| Tábua                        |                            | Partido Social Democrata             |                            | Partido Socialista |
| Distrito de Évora            |                            |                                      |                            | |
| Borba                        |                            | Partido Socialista                   |                            | CDU – Coligação Democrática Unitária                                                                                    |
| Mourão                       |                            | Partido Social Democrata             |                            | CDU – Coligação Democrática Unitária                                                                                    |
| Viana do Alentejo            |                            | Aliança Povo Unido                   |                            | Partido Socialista |
| Vila Viçosa                  |                            | Aliança Povo Unido                   |                            | Partido Socialista |
| Distrito de Faro             |                            |                                      |                            | |
| Aljezur                      |                            | Partido Socialista                   |                            | CDU – Coligação Democrática Unitária                                                                                    |
| Faro                         |                            | Partido Social Democrata             |                            | Partido Socialista |
| Lagos                        |                            | Partido Socialista                   |                            | Partido Social Democrata                                                                                                |
| Loulé                        |                            | Partido Social Democrata             |                            | Partido Socialista |
| São Brás de Alportel         |                            | Partido Social Democrata             |                            | Partido Socialista |
| Silves                       |                            | Aliança Povo Unido                   |                            | Partido Socialista |
| Distrito da Guarda           |                            |                                      |                            | |
| Aguiar da Beira              |                            | Partido do Centro Democrático Social |                            | Partido Social Democrata                                                                                                |
| Almeida                      |                            | Partido Social Democrata             |                            | Partido do Centro Democrático Social                                                                                    |
| Figueira de Castelo Rodrigo  |                            | Partido Social Democrata             |                            | Partido Socialista |
| Seia                         |                            | Partido Social Democrata             |                            | Partido Socialista |
| Distrito de Leiria           |                            |                                      |                            | |
| Alcobaça                     |                            | Partido Social Democrata             |                            | Partido Socialista |
| Batalha                      |                            | Partido Social Democrata             |                            | Partido do Centro Democrático Social                                                                                    |
| Bombarral                    |                            | Partido do Centro Democrático Social |                            | Partido Socialista |
| Castanheira de Pera          |                            | Partido Socialista                   |                            | Partido Social Democrata                                                                                                |
| Figueiró dos Vinhos          |                            | Partido Social Democrata             |                            | Partido Socialista |
| Leiria                       |                            | Partido do Centro Democrático Social |                            | Partido Social Democrata                                                                                                |
| Distrito de Lisboa           |                            |                                      |                            | |
| Cadaval                      |                            | Partido Social Democrata             |                            | Partido Socialista |
| Lisboa                       |                            | Partido Social Democrata             |                            | Coligação Partido Socialista–Partido Comunista Português–Movimento Democrático Português–Partido Ecologista "Os Verdes" |
| Sintra                       |                            | Partido Social Democrata             |                            | Coligação Partido Social Democrata–Partido do Centro Democrático Social                                                 |
| Região Autónoma da Madeira   |                            |                                      |                            | |
| Machico                      |                            | Partido Social Democrata             |                            | União Democrática Popular                                                                                               |
| Porto Santo                  |                            | Partido Social Democrata             |                            | Partido Socialista |
| Distrito de Portalegre       |                            |                                      |                            | |
| Fronteira                    |                            | Partido Social Democrata             |                            | CDU – Coligação Democrática Unitária                                                                                    |
| Portalegre                   |                            | Partido Socialista                   |                            | Partido Social Democrata                                                                                                |
| Distrito do Porto            |                            |                                      |                            | |
| Amarante                     |                            | Partido Social Democrata             |                            | Partido Socialista |
| Lousada                      |                            | Partido Social Democrata             |                            | Partido Socialista |
| Porto                        |                            | Partido Social Democrata             |                            | Partido Socialista |
| Póvoa de Varzim              |                            | Partido do Centro Democrático Social |                            | Partido Social Democrata                                                                                                |
| Vila Nova de Gaia            |                            | Partido Social Democrata             |                            | Partido Socialista |
| Distrito de Santarém         |                            |                                      |                            | |
| Abrantes                     |                            | Partido Socialista                   |                            | Partido Social Democrata                                                                                                |
| Almeirim                     |                            | Partido Renovador Democrático        |                            | Partido Socialista |
| Golegã                       |                            | Partido Socialista                   |                            | CDU – Coligação Democrática Unitária                                                                                    |
| Tomar                        |                            | Partido Social Democrata             |                            | Partido Socialista |
| Vila Nova da Barquinha       |                            | Partido Social Democrata             |                            | Partido Socialista |
| Distrito de Setúbal          |                            |                                      |                            | |
| Montijo                      |                            | Partido Socialista                   |                            | CDU – Coligação Democrática Unitária                                                                                    |
| Distrito de Viana do Castelo |                            |                                      |                            | |
| Ponte da Barca               |                            | Partido Social Democrata             |                            | Partido Socialista |
| Vila Nova de Cerveira        |                            | Partido Social Democrata             |                            | Partido Socialista |
| Distrito de Vila Real        |                            |                                      |                            | |
| Chaves                       |                            | Partido Social Democrata             |                            | Partido Socialista |
| Montalegre                   |                            | Partido Social Democrata             |                            | Partido Socialista |
| Peso da Régua                |                            | Partido Socialista                   |                            | Partido Social Democrata                                                                                                |
| Sabrosa                      |                            | Partido Social Democrata             |                            | Partido Socialista |
| Distrito de Viseu            |                            |                                      |                            | |
| Carregal do Sal              |                            | Partido Social Democrata             |                            | Partido do Centro Democrático Social                                                                                    |
| Cinfães                      |                            | Partido Socialista                   |                            | Partido Social Democrata                                                                                                |
| Lamego                       |                            | Partido Renovador Democrático        |                            | Partido Socialista |
| Mortágua                     |                            | Partido Social Democrata             |                            | Partido Socialista |
| Nelas                        |                            | Partido Social Democrata             |                            | Partido Socialista |
| Santa Comba Dão              |                            | Partido Social Democrata             |                            | Partido Socialista |
| São Pedro do Sul             |                            | Partido Social Democrata             |                            | Partido Socialista |
| Sernancelhe                  |                            | Partido do Centro Democrático Social |                            | Partido Social Democrata                                                                                                |
| Tabuaço                      |                            | Partido do Centro Democrático Social |                            | Partido Social Democrata                                                                                                |
| Vila Nova de Paiva           |                            | Partido do Centro Democrático Social |                            | Partido Social Democrata                                                                                                |
| Viseu                        |                            | Partido do Centro Democrático Social |                            | Partido Social Democrata                                                                                                |
| Vouzela                      |                            | Partido Social Democrata             |                            | Partido Socialista |